# Transports en commun de Riom
RLV Mobilités est le réseau de transport en commun de l'agglomération de Riom. Il remplace l'ancien réseau R'cobus qui était en place sur l'ancien territoire de la communauté de communes Riom-Communauté. Il est géré par la communauté d'agglomération Riom Limagne et Volcans et est exploité par Keolis Riom. Certains services sont sous-traités aux entreprises Cars Delaye, Keolis Loisirs et Voyages et Keolis Pays des Volcans.
Le réseau est constitué de cinq lignes urbaines régulières, cinq zones de transport à la demande, trente-trois lignes scolaires, deux services scolaires affrétés par le conseil régional et deux navettes scolaires directes. Un service de transport de personnes à mobilité réduite de porte à porte est mis en place.
En complément, un service de vélo à assistance électrique (RLV'LO) est mis en place en gare de Riom.

## Histoire
En 1981, le Syndicat intercommunal des transports en commun de l'agglomération riomoise (SITCAR) regroupant les communes de Riom et de Ménétrol est chargé de la réflexion d'un service de transports en commun à Riom. L'année suivante, le 27 avril, est mis en place le premier réseau de transports publics. La compagnie française et industrielle des transports est chargée de l'exploitation des lignes. Cette tâche reviendra ensuite, dans les années 1990, à la société Loisirs et Voyages. En 1995, un service de transport à la demande est mis à disposition des séniors et des personnes à mobilité réduite. Ce service sera étendu plus largement à la population au début des années 2000.
Le 18 mai 2004, le SITCAR est dissout par arrêté préfectoral. Au 1er juillet 2004, la compétence transport est transférée à Riom-Communauté. Le transport urbain est alors étendu à l'ensemble des communes membres de l'intercommunalité (Cellule, Enval, La Moutade, Le Cheix, Malauzat, Marsat, Ménétrol, Mozac, Pessat-Villeneuve, Riom et Saint-Bonnet-près-Riom). L'exploitation des lignes continue d'être assurée par la société Loisirs et Voyages jusqu'en 2007, date de son rachat par la société Keolis.
Une troisième refonte en profondeur est réalisée à partir de 2009. Le réseau de transport urbain R'cobus a été mis en place en juillet 2010 et était exploité jusqu'au 8 juillet 2018 par le groupement Keolis Loisirs et Voyages - Cars Delaye. Constituant le centre du réseau avec le passage de six lignes de bus, la gare de Riom accueille alors le point de vente.

Première variante du logo R'Cobus avec le slogan « Connectez-vous ».
Logo R'cobus imposé en majorité sur les guides horaires avec la mention « réseau de transport urbain »[4].

En septembre 2012, le réseau a été renforcé par la prise de la compétence « transport scolaire » par Riom-Communauté.
En janvier 2015, l'offre de samedi a été divisée par deux sur les lignes 1 à 4 puis pour les vacances scolaires (un bus toutes les deux heures en moyenne sur toutes les lignes).
Le 1er janvier 2017, à la suite du schéma départemental de coopération intercommunale, Riom-Communauté fusionne avec Volvic Sources et Volcans et Limagne d'Ennezat pour constituer la communauté de communes Riom Limagne et Volcans, laquelle devient communauté d'agglomération le 1er janvier 2018.
Le contrat de Keolis Riom pour l'exploitation du réseau de bus démarre le 8 juillet 2018 pour une durée de six ans et une mise en service prévue le 3 septembre 2018. Châtel-Guyon, Ennezat et Volvic, qui n'étaient jusque'là pas desservies par les transports urbains, sont désormais reliés à la gare SNCF de Riom - Châtel-Guyon par l'une des lignes du réseau.
Le 9 juillet 2018, le contrat de Keolis Riom démarre, pour juillet et août 2018, le réseau R'cobus sera maintenu.
Le 2 janvier 2023, une cinquième ligne entre en service : elle relie Riom à Saint-Beauzire et Chappes. Par ailleurs, un nouveau bus électrique est mis en service sur la ligne 3 (reliant Châtel-Guyon à Ennezat).
Avec le renouvellement de la délégation de service public, le réseau est remanié au 2 septembre 2024 et passe de 5 à 7 lignes régulières.

## Le réseau

### Territoire desservi
Le ressort territorial du réseau RLV Mobilités de Riom s'étend aux 31 communes de la communauté d'agglomération Riom Limagne et Volcans :
- Riom ;
- Ménétrol ;
- Mozac ;
- Marsat ;
- Enval ;
- Saint-Bonnet-près-Riom ;
- Malauzat ;
- Pessat-Villeneuve ;
- Chambaron sur Morge ;
- Le Cheix ;
- Châtel-Guyon ;
- Volvic ;
- Ennezat ;
- Chanat-la-Mouteyre ;
- Charbonnières-les-Varennes ;
- Saint-Ours ;
- Pulvérières ;
- Sayat ;
- Chappes ;
- Chavaroux ;
- Entraigues ;
- Lussat ;
- Malintrat ;
- Martres-sur-Morge ;
- Les Martres-d'Artière ;
- Saint-Beauzire ;
- Saint-Ignat ;
- Saint-Laure ;
- Saint-Beauzire ;
- Surat ;
- Varennes-sur-Morge.

Ces différentes communes sont desservies par différents services : lignes régulières, transport à la demande ou lignes scolaires.

### Lignes
Le réseau est constitué de cinq lignes urbaines régulières avec une fréquence et cadence horaire, cinq zones de transport à la demande, vingt-quatre lignes scolaires desservant les établissements secondaires, sept lignes desservant les regroupements pédagogiques communaux et intercommunaux ainsi que deux navettes entre la gare de Riom - Châtel-Guyon et les lycées professionnel et polyvalent de Riom, et deux services scolaires affrétés par le conseil régional.
Notes relatives aux données communiquées : les jours de circulation, les horaires de début et de fin de service et les principaux arrêts desservis proviennent des fiches horaires disponibles sur le site officiel du réseau.

#### Lignes régulières
Le réseau possède cinq lignes régulières :
| Ligne | Caractéristiques | Caractéristiques                                                     | Caractéristiques                                                     | Caractéristiques                                                     | Caractéristiques                                                     | Caractéristiques                                                     | Caractéristiques                                                     | Caractéristiques                                                     | Caractéristiques                                                     |
| 1     | Volvic — Gustave Roghi ⥋ Riom — Emile Pons | Volvic — Gustave Roghi ⥋ Riom — Emile Pons                           | Volvic — Gustave Roghi ⥋ Riom — Emile Pons                           | Volvic — Gustave Roghi ⥋ Riom — Emile Pons                           | Volvic — Gustave Roghi ⥋ Riom — Emile Pons                           | Volvic — Gustave Roghi ⥋ Riom — Emile Pons                           | Volvic — Gustave Roghi ⥋ Riom — Emile Pons                           | Volvic — Gustave Roghi ⥋ Riom — Emile Pons                           | Volvic — Gustave Roghi ⥋ Riom — Emile Pons                           |
| ----- | --- | -------------------------------------------------------------------- | -------------------------------------------------------------------- | -------------------------------------------------------------------- | -------------------------------------------------------------------- | -------------------------------------------------------------------- | -------------------------------------------------------------------- | -------------------------------------------------------------------- | -------------------------------------------------------------------- |
| 1     | Ouverture / Fermeture 2 septembre 2024 / — | Longueur —                                                           | Durée —                                                              | Nb. d’arrêts —                                                       | Matériel —                                                           | Jours de fonctionnement L, Ma, Me, J, V, S                           | Jour / Soir / Nuit / Fêtes O / N / N / N                             | Voy. / an —                                                          | Exploitant Keolis Riom                                               |
| 1     | Desserte : Volvic (collège, bourg, quartier Le Lac, village de Crouzol), zone commerciale Espace-Mozac, Mozac (mairie), Riom (collège Michel-de-l'Hospital, Collège Jean Vilar, gare SNCF, Institution Sainte Marie, Les Jardins de la Culture, La Bade, Route d'Ennezat, La Varenne) |                                                                      |                                                                      |                                                                      |                                                                      |                                                                      |                                                                      |                                                                      |                                                                      |
| 1     | Autre : - La ligne fonctionne en moyenne de 6 h 30 à 20 h 0. - Du lundi au vendredi, en période scolaire, la ligne fonctionne avec une fréquence de 30 minutes. Le samedi toute l'année et du lundi au vendredi, en vacances scolaires la ligne fonctionne avec une fréquence à l'heure. - La desserte de Crouzol est effectué par certaines courses (toutes les heures pour la période du lundi au vendredi en période scolaire) - Dernière mise à jour : 24 décembre 2024. |                                                                      |                                                                      |                                                                      |                                                                      |                                                                      |                                                                      |                                                                      |                                                                      |
| 1     | Dernière actualisation : — |                                                                      |                                                                      |                                                                      |                                                                      |                                                                      |                                                                      |                                                                      |                                                                      |
| 2     | Châtel-Guyon — La Croze ⥋ Ménétrol — Les Roses | Châtel-Guyon — La Croze ⥋ Ménétrol — Les Roses                       | Châtel-Guyon — La Croze ⥋ Ménétrol — Les Roses                       | Châtel-Guyon — La Croze ⥋ Ménétrol — Les Roses                       | Châtel-Guyon — La Croze ⥋ Ménétrol — Les Roses                       | Châtel-Guyon — La Croze ⥋ Ménétrol — Les Roses                       | Châtel-Guyon — La Croze ⥋ Ménétrol — Les Roses                       | Châtel-Guyon — La Croze ⥋ Ménétrol — Les Roses                       | Châtel-Guyon — La Croze ⥋ Ménétrol — Les Roses                       |
| 2     | Ouverture / Fermeture 2 septembre 2024 / — | Longueur —                                                           | Durée —                                                              | Nb. d’arrêts —                                                       | Matériel —                                                           | Jours de fonctionnement L, Ma, Me, J, V, S                           | Jour / Soir / Nuit / Fêtes O / N / N / N                             | Voy. / an —                                                          | Exploitant Keolis Riom                                               |
| 2     | Desserte : Châtel-Guyon (camping de la Croze, Saint-Hippolyte, centre-ville, thermes, collège Champclaux, office de tourisme, camping du Ranch), Riom (piscine, lycée Marie-Laurencin, institution Sainte-Marie, lycée Virlogeux, collège Pierre Mendes France, hôpital, gare SNCF, Maison de Retraite, quartier du Couriat, la Beaumette, zone commerciale Riom Sud), Ménétrol (mairie, Les Roses). |                                                                      |                                                                      |                                                                      |                                                                      |                                                                      |                                                                      |                                                                      |                                                                      |
| 2     | Autre : - La ligne fonctionne en moyenne de 6 h 15 à 20 h 0 - Du lundi au vendredi, en période scolaire, la ligne fonctionne avec une fréquence de 40 minutes. Le samedi toute l'année et du lundi au vendredi, en vacances scolaires la ligne fonctionne avec une fréquence à l'heure. - Les dimanches et jours fériés, durant la saison thermale de Châtel-Guyon, la desserte est reprise par la ligne 2D. - Dernière mise à jour : 24 décembre 2024. |                                                                      |                                                                      |                                                                      |                                                                      |                                                                      |                                                                      |                                                                      |                                                                      |
| 2     | Dernière actualisation : — |                                                                      |                                                                      |                                                                      |                                                                      |                                                                      |                                                                      |                                                                      |                                                                      |
| 3     | Enval — Maison Basse ⥋ Ennezat — Les Marronniers | Enval — Maison Basse ⥋ Ennezat — Les Marronniers                     | Enval — Maison Basse ⥋ Ennezat — Les Marronniers                     | Enval — Maison Basse ⥋ Ennezat — Les Marronniers                     | Enval — Maison Basse ⥋ Ennezat — Les Marronniers                     | Enval — Maison Basse ⥋ Ennezat — Les Marronniers                     | Enval — Maison Basse ⥋ Ennezat — Les Marronniers                     | Enval — Maison Basse ⥋ Ennezat — Les Marronniers                     | Enval — Maison Basse ⥋ Ennezat — Les Marronniers                     |
| 3     | Ouverture / Fermeture 2 septembre 2024 / — | Longueur —                                                           | Durée —                                                              | Nb. d’arrêts —                                                       | Matériel —                                                           | Jours de fonctionnement L, Ma, Me, J, V, S                           | Jour / Soir / Nuit / Fêtes O / N / N / N                             | Voy. / an —                                                          | Exploitant Keolis Riom                                               |
| 3     | Desserte : Enval, zone commerciale Espace-Mozac, Mozac (avenue Jean-Moulin, ADAPEI, mairie, complexe sportif), Riom (quartier des Boules, quartier du Couriat, la Beaumette, gare SNCF, collège Pierre Mendes France, collège Michel-de-l'Hospital, Les Jardins de la Culture, La Bade, Route d'Ennezat, centre pénitentiaire, quartier du moulin d'eau), zone commerciale Riom Sud et Ennezat. |                                                                      |                                                                      |                                                                      |                                                                      |                                                                      |                                                                      |                                                                      |                                                                      |
| 3     | Autre : - La ligne fonctionne en moyenne de 6 h 30 (7 h 18 le samedi toute l'année) à 20 h 0 - Du lundi au vendredi, en période scolaire, la ligne fonctionne avec une fréquence à l'heure. Le samedi toute l'année et du lundi au vendredi, en vacances scolaires la ligne fonctionne avec une fréquence de toutes les 2 heures. - Dernière mise à jour : 24 décembre 2024. |                                                                      |                                                                      |                                                                      |                                                                      |                                                                      |                                                                      |                                                                      |                                                                      |
| 3     | Dernière actualisation : — |                                                                      |                                                                      |                                                                      |                                                                      |                                                                      |                                                                      |                                                                      |                                                                      |
| 4     | Volvic — Gustave Roghi ⥋ Riom — Pôle Multimodal SNCF | Volvic — Gustave Roghi ⥋ Riom — Pôle Multimodal SNCF                 | Volvic — Gustave Roghi ⥋ Riom — Pôle Multimodal SNCF                 | Volvic — Gustave Roghi ⥋ Riom — Pôle Multimodal SNCF                 | Volvic — Gustave Roghi ⥋ Riom — Pôle Multimodal SNCF                 | Volvic — Gustave Roghi ⥋ Riom — Pôle Multimodal SNCF                 | Volvic — Gustave Roghi ⥋ Riom — Pôle Multimodal SNCF                 | Volvic — Gustave Roghi ⥋ Riom — Pôle Multimodal SNCF                 | Volvic — Gustave Roghi ⥋ Riom — Pôle Multimodal SNCF                 |
| 4     | Ouverture / Fermeture 2 septembre 2024 / — | Longueur —                                                           | Durée —                                                              | Nb. d’arrêts —                                                       | Matériel —                                                           | Jours de fonctionnement L, Ma, Me, J, V, S                           | Jour / Soir / Nuit / Fêtes O / N / N / N                             | Voy. / an —                                                          | Exploitant Keolis Riom                                               |
| 4     | Desserte : Volvic, Marsat (mairie, stade) et Riom (quartier du Couriat, centre des finances publiques, maison de retraite, collège Pierre-Mendès-France, lycée Virlogeux, institution Sainte-Marie, collège Michel-de-l'Hospital) |                                                                      |                                                                      |                                                                      |                                                                      |                                                                      |                                                                      |                                                                      |                                                                      |
| 4     | Autre : - La ligne fonctionne de 6 h 7 à 19 h 29 du lundi au vendredi, en période scolaire, de 6 h 12 à 19 h 54 lundi au vendredi, en vacances scolaires et 7 h 23 à 19 h 54 le samedi toute l'année. - Du lundi au vendredi, en période scolaire, la ligne fonctionne avec une fréquence de 60 à 80 minutes. Le samedi toute l'année et du lundi au vendredi, en vacances scolaires la ligne fonctionne avec une fréquence de toutes les 2 heures. - Dernière mise à jour : 24 décembre 2024. |                                                                      |                                                                      |                                                                      |                                                                      |                                                                      |                                                                      |                                                                      |                                                                      |
| 4     | Dernière actualisation : — |                                                                      |                                                                      |                                                                      |                                                                      |                                                                      |                                                                      |                                                                      |                                                                      |
| 5     | Riom — Pôle Multimodal SNCF ⥋ Chappes — Mairie | Riom — Pôle Multimodal SNCF ⥋ Chappes — Mairie                       | Riom — Pôle Multimodal SNCF ⥋ Chappes — Mairie                       | Riom — Pôle Multimodal SNCF ⥋ Chappes — Mairie                       | Riom — Pôle Multimodal SNCF ⥋ Chappes — Mairie                       | Riom — Pôle Multimodal SNCF ⥋ Chappes — Mairie                       | Riom — Pôle Multimodal SNCF ⥋ Chappes — Mairie                       | Riom — Pôle Multimodal SNCF ⥋ Chappes — Mairie                       | Riom — Pôle Multimodal SNCF ⥋ Chappes — Mairie                       |
| 5     | Ouverture / Fermeture 2 septembre 2024 / — | Longueur —                                                           | Durée —                                                              | Nb. d’arrêts —                                                       | Matériel —                                                           | Jours de fonctionnement L, Ma, Me, J, V, S                           | Jour / Soir / Nuit / Fêtes O / N / N / N                             | Voy. / an —                                                          | Exploitant Keolis Riom                                               |
| 5     | Desserte : Riom (gare SNCF, lycée Virlogeux, collège Jean-Vilar, La Varenne), zone commerciale Riom Sud, Ménétrol (mairie, Les Roses), Saint-Beauzire (biopôle, bourg) et Chappes (centre-bourg, centre de recherche Limagrain). |                                                                      |                                                                      |                                                                      |                                                                      |                                                                      |                                                                      |                                                                      |                                                                      |
| 5     | Autre : - La ligne fonctionne du lundi au vendredi en période scolaire de 6 h 45 à 19 h 3 et le samedi toute l'année et du lundi au vendredi, en vacances scolaires de 7 h 55 à 19 h 23. - Du lundi au vendredi, en période scolaire, la ligne fonctionne avec une fréquence de 70 à 120 minutes en moyenne. Le samedi toute l'année et du lundi au vendredi, en vacances scolaires la ligne fonctionne avec une fréquence de 130 minutes en moyenne. - Du lundi au vendredi, en période scolaire certaines courses sont prolongées au Collège Jean Vilar. - Dernière mise à jour : 24 décembre 2024. |                                                                      |                                                                      |                                                                      |                                                                      |                                                                      |                                                                      |                                                                      |                                                                      |
| 5     | Dernière actualisation : — |                                                                      |                                                                      |                                                                      |                                                                      |                                                                      |                                                                      |                                                                      |                                                                      |
| 6     | Châtel-Guyon — Parc Clémentel ⥋ Riom — Pôle Multimodal SNCF | Châtel-Guyon — Parc Clémentel ⥋ Riom — Pôle Multimodal SNCF          | Châtel-Guyon — Parc Clémentel ⥋ Riom — Pôle Multimodal SNCF          | Châtel-Guyon — Parc Clémentel ⥋ Riom — Pôle Multimodal SNCF          | Châtel-Guyon — Parc Clémentel ⥋ Riom — Pôle Multimodal SNCF          | Châtel-Guyon — Parc Clémentel ⥋ Riom — Pôle Multimodal SNCF          | Châtel-Guyon — Parc Clémentel ⥋ Riom — Pôle Multimodal SNCF          | Châtel-Guyon — Parc Clémentel ⥋ Riom — Pôle Multimodal SNCF          | Châtel-Guyon — Parc Clémentel ⥋ Riom — Pôle Multimodal SNCF          |
| 6     | Ouverture / Fermeture 2 septembre 2024 / — | Longueur —                                                           | Durée —                                                              | Nb. d’arrêts —                                                       | Matériel —                                                           | Jours de fonctionnement L, Ma, Me, J, V, S                           | Jour / Soir / Nuit / Fêtes O / N / N / N                             | Voy. / an —                                                          | Exploitant Keolis Riom                                               |
| 6     | Desserte : Châtel-Guyon (parc Clémentel, collège Champclaux, office de tourisme, quartier du Puy Blanc), Saint-Bonnet-près-Riom et Riom (parc européen d'entreprises, zone artisanale Riom Cap Nord, collège Michel-de-l'Hospital, collège Mendes France, gare SNCF, maison de retraite, centre des finances publiques). |                                                                      |                                                                      |                                                                      |                                                                      |                                                                      |                                                                      |                                                                      |                                                                      |
| 6     | Autre : - La ligne fonctionne en moyenne de 6 h 30 (7 h 20 le samedi) à 20 h 0 - Du lundi au vendredi, en période scolaire, la ligne fonctionne avec une fréquence de 60 à 90 minutes en moyenne. Le samedi toute l'année et du lundi au vendredi, en vacances scolaires la ligne fonctionne avec une fréquence de 60 à 90 minutes en moyenne. - Du lundi au vendredi, en période scolaire certaines courses sont prolongées au collège Mendes France. - La desserte du parc européen d'entreprises est effectué par certaines courses en heures pointe en complément de la ligne 7 - La dernière course au départ de la gare effectue la dessert de l'Eglise de Pessat en complément de la ligne 6 - Dernière mise à jour : 24 décembre 2024. |                                                                      |                                                                      |                                                                      |                                                                      |                                                                      |                                                                      |                                                                      |                                                                      |
| 6     | Dernière actualisation : — |                                                                      |                                                                      |                                                                      |                                                                      |                                                                      |                                                                      |                                                                      |                                                                      |
| 7     | [Chambaron sur Morge] — La Moutade Eglise ⥋ Ménétrol — Champ Bernard | [Chambaron sur Morge] — La Moutade Eglise ⥋ Ménétrol — Champ Bernard | [Chambaron sur Morge] — La Moutade Eglise ⥋ Ménétrol — Champ Bernard | [Chambaron sur Morge] — La Moutade Eglise ⥋ Ménétrol — Champ Bernard | [Chambaron sur Morge] — La Moutade Eglise ⥋ Ménétrol — Champ Bernard | [Chambaron sur Morge] — La Moutade Eglise ⥋ Ménétrol — Champ Bernard | [Chambaron sur Morge] — La Moutade Eglise ⥋ Ménétrol — Champ Bernard | [Chambaron sur Morge] — La Moutade Eglise ⥋ Ménétrol — Champ Bernard | [Chambaron sur Morge] — La Moutade Eglise ⥋ Ménétrol — Champ Bernard |
| 7     | Ouverture / Fermeture 2 septembre 2024 / — | Longueur —                                                           | Durée —                                                              | Nb. d’arrêts —                                                       | Matériel —                                                           | Jours de fonctionnement L, Ma, Me, J, V, S                           | Jour / Soir / Nuit / Fêtes O / N / N / N                             | Voy. / an —                                                          | Exploitant Keolis Riom                                               |
| 7     | Desserte : Ménétrol (Champ Bernard), Riom (manufacture Bacacier, La Varenne, collège Jean Vilar, collège Michel de l'Hospital, gare SNCF, parc européen d'entreprises, zone artisanale Riom Cap Nord), Pessat-Villeneuve (mairie, école et église), Le Cheix-sur-Morge (Centre et les Meuniers), Chambaron sur Morge (La Moutade, Cellule, Saulnat, Pontmort, gare de Pontmort) |                                                                      |                                                                      |                                                                      |                                                                      |                                                                      |                                                                      |                                                                      |                                                                      |
| 7     | Autre : - La ligne fonctionne en moyenne de 7 h 0 (8 h 26 le samedi) à 19 h 30 - La ligne fonctionne avec une fréquence de 2 heures en moyenne, un peu moins le samedi toute l'année et du lundi au vendredi, en vacances scolaires. - La desserte du parc européen d'entreprises est effectué par certaines courses en heures pointe en complément de la ligne 6 - Dernière mise à jour : 24 décembre 2024. |                                                                      |                                                                      |                                                                      |                                                                      |                                                                      |                                                                      |                                                                      |                                                                      |
| 7     | Dernière actualisation : — |                                                                      |                                                                      |                                                                      |                                                                      |                                                                      |                                                                      |                                                                      |                                                                      |

#### Navette dimanche et jours fériés Châtel-Guyon
Le réseau possède une ligne circulant les dimanches et jours fériés durant la saison thermale à Châtel-Guyon pour offrir une desserte aux touristes et curistes.
| Ligne | Caractéristiques | Caractéristiques                                                                                | Caractéristiques                                                                                | Caractéristiques                                                                                | Caractéristiques                                                                                | Caractéristiques                                                                                | Caractéristiques                                                                                | Caractéristiques                                                                                | Caractéristiques                                                                                |
| 2D    | Châtel-Guyon — La Croze ⥋ Châtel-Guyon — Camping ou Riom — Pôle multimodal SNCF (les dimanches) | Châtel-Guyon — La Croze ⥋ Châtel-Guyon — Camping ou Riom — Pôle multimodal SNCF (les dimanches) | Châtel-Guyon — La Croze ⥋ Châtel-Guyon — Camping ou Riom — Pôle multimodal SNCF (les dimanches) | Châtel-Guyon — La Croze ⥋ Châtel-Guyon — Camping ou Riom — Pôle multimodal SNCF (les dimanches) | Châtel-Guyon — La Croze ⥋ Châtel-Guyon — Camping ou Riom — Pôle multimodal SNCF (les dimanches) | Châtel-Guyon — La Croze ⥋ Châtel-Guyon — Camping ou Riom — Pôle multimodal SNCF (les dimanches) | Châtel-Guyon — La Croze ⥋ Châtel-Guyon — Camping ou Riom — Pôle multimodal SNCF (les dimanches) | Châtel-Guyon — La Croze ⥋ Châtel-Guyon — Camping ou Riom — Pôle multimodal SNCF (les dimanches) | Châtel-Guyon — La Croze ⥋ Châtel-Guyon — Camping ou Riom — Pôle multimodal SNCF (les dimanches) |
| ----- | --- | ----------------------------------------------------------------------------------------------- | ----------------------------------------------------------------------------------------------- | ----------------------------------------------------------------------------------------------- | ----------------------------------------------------------------------------------------------- | ----------------------------------------------------------------------------------------------- | ----------------------------------------------------------------------------------------------- | ----------------------------------------------------------------------------------------------- | ----------------------------------------------------------------------------------------------- |
| 2D    | Ouverture / Fermeture 2 septembre 2024 / — | Longueur —                                                                                      | Durée —                                                                                         | Nb. d’arrêts 13                                                                                 | Matériel —                                                                                      | Jours de fonctionnement D                                                                       | Jour / Soir / Nuit / Fêtes N / N / N / O                                                        | Voy. / an —                                                                                     | Exploitant Keolis Riom                                                                          |
| 2D    | Desserte : Châtel-Guyon (camping de la Croze, Saint-Hippolyte, centre-ville et thermes, collège Champclaux, office de tourisme, camping du Ranch) et Riom (gare SNCF). |                                                                                                 |                                                                                                 |                                                                                                 |                                                                                                 |                                                                                                 |                                                                                                 |                                                                                                 |                                                                                                 |
| 2D    | Autre : - Les dimanches, la ligne fonctionne de 9 h 22 à 17 h 23. Huit allers et retours sont assurés entre La Croze et Camping, dont quatre sont prolongés jusqu'à Riom. L'offre est élargie au dimanche après-midi depuis 2022. - Les jours fériés (sauf ceux qui tombent un dimanche), la ligne ne dessert que Châtel-Guyon et fonctionne de 6 h 41 à 19 h 47, à raison d'un bus toutes les heures (à l'exception du dernier service). - Dernière mise à jour : 24 décembre 2024. |                                                                                                 |                                                                                                 |                                                                                                 |                                                                                                 |                                                                                                 |                                                                                                 |                                                                                                 |                                                                                                 |
| 2D    | Dernière actualisation : — |                                                                                                 |                                                                                                 |                                                                                                 |                                                                                                 |                                                                                                 |                                                                                                 |                                                                                                 |                                                                                                 |

#### Transport à la demande
Il existe un service de transport à la demande zonal appelé RLV MobiTAD. La réservation se fait à la centrale de réservation du même nom de 7 à 18 h du lundi au vendredi.
| Ligne | Caractéristiques | Caractéristiques | Caractéristiques | Caractéristiques | Caractéristiques | Caractéristiques | Caractéristiques | Caractéristiques | Caractéristiques |
| TAD 1 | St Ours Les Roches / Pulvérières / Charbonnières-les-Varennes / Sayat / Chanat-la-Mouteyre / Malauzat / Lieux-dits de Volvic / Lieux-dits de Châtel-Guyon / Enval Centre Clémentel ⥋ Volvic / Châtel-Guyon / Riom | St Ours Les Roches / Pulvérières / Charbonnières-les-Varennes / Sayat / Chanat-la-Mouteyre / Malauzat / Lieux-dits de Volvic / Lieux-dits de Châtel-Guyon / Enval Centre Clémentel ⥋ Volvic / Châtel-Guyon / Riom | St Ours Les Roches / Pulvérières / Charbonnières-les-Varennes / Sayat / Chanat-la-Mouteyre / Malauzat / Lieux-dits de Volvic / Lieux-dits de Châtel-Guyon / Enval Centre Clémentel ⥋ Volvic / Châtel-Guyon / Riom | St Ours Les Roches / Pulvérières / Charbonnières-les-Varennes / Sayat / Chanat-la-Mouteyre / Malauzat / Lieux-dits de Volvic / Lieux-dits de Châtel-Guyon / Enval Centre Clémentel ⥋ Volvic / Châtel-Guyon / Riom | St Ours Les Roches / Pulvérières / Charbonnières-les-Varennes / Sayat / Chanat-la-Mouteyre / Malauzat / Lieux-dits de Volvic / Lieux-dits de Châtel-Guyon / Enval Centre Clémentel ⥋ Volvic / Châtel-Guyon / Riom | St Ours Les Roches / Pulvérières / Charbonnières-les-Varennes / Sayat / Chanat-la-Mouteyre / Malauzat / Lieux-dits de Volvic / Lieux-dits de Châtel-Guyon / Enval Centre Clémentel ⥋ Volvic / Châtel-Guyon / Riom | St Ours Les Roches / Pulvérières / Charbonnières-les-Varennes / Sayat / Chanat-la-Mouteyre / Malauzat / Lieux-dits de Volvic / Lieux-dits de Châtel-Guyon / Enval Centre Clémentel ⥋ Volvic / Châtel-Guyon / Riom | St Ours Les Roches / Pulvérières / Charbonnières-les-Varennes / Sayat / Chanat-la-Mouteyre / Malauzat / Lieux-dits de Volvic / Lieux-dits de Châtel-Guyon / Enval Centre Clémentel ⥋ Volvic / Châtel-Guyon / Riom | St Ours Les Roches / Pulvérières / Charbonnières-les-Varennes / Sayat / Chanat-la-Mouteyre / Malauzat / Lieux-dits de Volvic / Lieux-dits de Châtel-Guyon / Enval Centre Clémentel ⥋ Volvic / Châtel-Guyon / Riom |
| ----- | --- | --- | --- | --- | --- | --- | --- | --- | --- |
| TAD 1 | Ouverture / Fermeture 2 septembre 2024 / — | Longueur — | Durée — | Nb. d’arrêts — | Matériel - | Jours de fonctionnement L, Ma, Me, J, V, S | Jour / Soir / Nuit / Fêtes O / N / N / N | Voy. / an — | Exploitant Keolis Riom |
| TAD 1 | Desserte : Communes et lieux-dits Ouest : St Ours Les Roches, Pulvérières, Charbonnières-les-Varennes, Argant, Sayat, Chanat-la-Mouteyre, Malauzat, Moulet-Marcenat, Luzet, Tourtoule, Sayat, Fontfreyde, Les Grosliers, Rochepradière et Centre Clémentel (Enval)                                                                                              | | | | | | | | |
| TAD 1 | Autre : - Fonctionne de 7 h 0 à 19 h 0 à horaires libres - Prise en Charge possible à St Ours Les Roches, Pulvérières, Charbonnières-les-Varennes, Argant, Sayat, Chanat-la-Mouteyre, Malauzat, Moulet-Marcenat, Luzet, Tourtoule, Sayat, Fontfreyde, Les Grosliers, Rochepradière ou Centre Clémentel (Enval) - Dépose possible à Volvic, Châtel-Guyon et Riom | | | | | | | | |
| TAD 1 | Dernière actualisation : — | | | | | | | | |
| TAD 2 | Varennes-sur-Morge / Clerlande / Martres-sur-Morge / Surat / Saint-Ignat / Saint-Laure / Entraigues / Chavaroux / Lussat / Les Martres-d'Artière / Malintrat / Pessat ⥋ Riom / Ennezat / Saint-Beauzire | Varennes-sur-Morge / Clerlande / Martres-sur-Morge / Surat / Saint-Ignat / Saint-Laure / Entraigues / Chavaroux / Lussat / Les Martres-d'Artière / Malintrat / Pessat ⥋ Riom / Ennezat / Saint-Beauzire           | Varennes-sur-Morge / Clerlande / Martres-sur-Morge / Surat / Saint-Ignat / Saint-Laure / Entraigues / Chavaroux / Lussat / Les Martres-d'Artière / Malintrat / Pessat ⥋ Riom / Ennezat / Saint-Beauzire           | Varennes-sur-Morge / Clerlande / Martres-sur-Morge / Surat / Saint-Ignat / Saint-Laure / Entraigues / Chavaroux / Lussat / Les Martres-d'Artière / Malintrat / Pessat ⥋ Riom / Ennezat / Saint-Beauzire           | Varennes-sur-Morge / Clerlande / Martres-sur-Morge / Surat / Saint-Ignat / Saint-Laure / Entraigues / Chavaroux / Lussat / Les Martres-d'Artière / Malintrat / Pessat ⥋ Riom / Ennezat / Saint-Beauzire           | Varennes-sur-Morge / Clerlande / Martres-sur-Morge / Surat / Saint-Ignat / Saint-Laure / Entraigues / Chavaroux / Lussat / Les Martres-d'Artière / Malintrat / Pessat ⥋ Riom / Ennezat / Saint-Beauzire           | Varennes-sur-Morge / Clerlande / Martres-sur-Morge / Surat / Saint-Ignat / Saint-Laure / Entraigues / Chavaroux / Lussat / Les Martres-d'Artière / Malintrat / Pessat ⥋ Riom / Ennezat / Saint-Beauzire           | Varennes-sur-Morge / Clerlande / Martres-sur-Morge / Surat / Saint-Ignat / Saint-Laure / Entraigues / Chavaroux / Lussat / Les Martres-d'Artière / Malintrat / Pessat ⥋ Riom / Ennezat / Saint-Beauzire           | Varennes-sur-Morge / Clerlande / Martres-sur-Morge / Surat / Saint-Ignat / Saint-Laure / Entraigues / Chavaroux / Lussat / Les Martres-d'Artière / Malintrat / Pessat ⥋ Riom / Ennezat / Saint-Beauzire           |
| TAD 2 | Ouverture / Fermeture 2 septembre 2024 / — | Longueur — | Durée — | Nb. d’arrêts — | Matériel — | Jours de fonctionnement L, Ma, Me, J, V, S | Jour / Soir / Nuit / Fêtes O / N / N / N | Voy. / an — | Exploitant Keolis Riom |
| TAD 2 | Desserte : Communes et lieux-dits : Varennes-sur-Morge, Clerlande, Martres-sur-Morge, Surat, Saint-Ignat, Saint-Laure, Entraigues, Chavaroux, Lussat, Les Martres-d'Artière, Malintrat, Pessat (lieu-dit) | | | | | | | | |
| TAD 2 | Autre : - Fonctionne de 7 h 0 à 19 h 0 à horaires libres - Prise en Charge possible à Varennes-sur-Morge, Clerlande, Martres-sur-Morge, Surat, Saint-Ignat, Saint-Laure, Entraigues, Chavaroux, Lussat, Les Martres-d'Artière, Malintrat et Pessat - Dépose possible à Riom, Ennezat et St Beauzire                                                             | | | | | | | | |
| TAD 2 | Dernière actualisation : — | | | | | | | | |

#### Lignes scolaires
Le réseau possède 24 lignes scolaires desservant les établissements secondaires accessibles à tous les usagers munis de titres de transport RLV Mobilités, 7 lignes desservant les regroupements pédagogiques communaux et intercommunaux ainsi que deux navettes entre la gare de Riom - Châtel-Guyon et les lycées professionnel et polyvalent de Riom, et deux services scolaires affrétés par le conseil régional.
Ces lignes scolaires fonctionnent du lundi au vendredi en période scolaire.
| Ligne | Caractéristiques | Caractéristiques | Caractéristiques | Caractéristiques | Caractéristiques | Caractéristiques | Caractéristiques | Caractéristiques | Caractéristiques |
| A     | Chambaron sur Morge ⥋ Pôle Multimodal SNCF ↔ Collège Jean Vilar | Chambaron sur Morge ⥋ Pôle Multimodal SNCF ↔ Collège Jean Vilar                                                                                               | Chambaron sur Morge ⥋ Pôle Multimodal SNCF ↔ Collège Jean Vilar                                                                                               | Chambaron sur Morge ⥋ Pôle Multimodal SNCF ↔ Collège Jean Vilar                                                                                               | Chambaron sur Morge ⥋ Pôle Multimodal SNCF ↔ Collège Jean Vilar                                                                                               | Chambaron sur Morge ⥋ Pôle Multimodal SNCF ↔ Collège Jean Vilar                                                                                               | Chambaron sur Morge ⥋ Pôle Multimodal SNCF ↔ Collège Jean Vilar                                                                                               | Chambaron sur Morge ⥋ Pôle Multimodal SNCF ↔ Collège Jean Vilar                                                                                               | Chambaron sur Morge ⥋ Pôle Multimodal SNCF ↔ Collège Jean Vilar                                                                                               |
| ----- | --- | --- | --- | --- | --- | --- | --- | --- | --- |
| A     | Ouverture / Fermeture Septembre 2012 / — | Longueur — | Durée 45 min | Nb. d’arrêts 16 | Matériel MAN Lion's Intercity | Jours de fonctionnement L, Ma, Me, J, V | Jour / Soir / Nuit / Fêtes O / N / N / N | Voy. / an — | Sous-Traitant Kéolis Pays des Volcans Kéolis Loisirs et Voyages                                                                                               |
| A     | Desserte : Commune Nord : La Moutade, Le Cheix-sur-Morges, Cellule, Pessat Villeneuve; Collége Jean-Vilar; Gare SNCF | | | | | | | | |
| A     | Autre : - 1 aller du lundi au vendredi le matin, 2 retour lundi, mardi, jeudi, vendredi soir et mercredi midi. - Permet aux habitants des communes nord de se rendre facilement à leurs établissements scolaires ou de se rabattre sur d'autres lignes régulières ou scolaires. - Ancien Service Scolaire A R'cobus | | | | | | | | |
| A     | Dernière actualisation : — | | | | | | | | |
| B     | Malauzat ↔ Mozac ⥋ Pôle Multimodal SNCF ↔ Sainte Marie | Malauzat ↔ Mozac ⥋ Pôle Multimodal SNCF ↔ Sainte Marie | Malauzat ↔ Mozac ⥋ Pôle Multimodal SNCF ↔ Sainte Marie | Malauzat ↔ Mozac ⥋ Pôle Multimodal SNCF ↔ Sainte Marie | Malauzat ↔ Mozac ⥋ Pôle Multimodal SNCF ↔ Sainte Marie | Malauzat ↔ Mozac ⥋ Pôle Multimodal SNCF ↔ Sainte Marie | Malauzat ↔ Mozac ⥋ Pôle Multimodal SNCF ↔ Sainte Marie | Malauzat ↔ Mozac ⥋ Pôle Multimodal SNCF ↔ Sainte Marie | Malauzat ↔ Mozac ⥋ Pôle Multimodal SNCF ↔ Sainte Marie |
| B     | Ouverture / Fermeture Septembre 2012 / — | Longueur — | Durée 40 min | Nb. d’arrêts 12 | Matériel Mercedes-Benz Intouro | Jours de fonctionnement L, Ma, Me, J, V | Jour / Soir / Nuit / Fêtes O / N / N / N | Voy. / an — | Sous-Traitant Cars Delaye |
| B     | Desserte : Malauzat, Mozac, Collége Pierre-Mendes-France (Lycée Pierre-Joël-Bonté), Lycée Virlogeux, Institut Sainte-Marie, Gare SNCF | | | | | | | | |
| B     | Autre : - 1 aller du lundi au vendredi le matin, 2 retour lundi, mardi, jeudi, vendredi soir et mercredi midi. - Permet aux habitants des communes de Malauzat de se rendre à leurs établissements scolaires ou de se rabattre sur d'autres lignes ou service scolaires. - Permet aux habitants des communes de Malauzat de se rendre à certains établissements scolaires ou de se rabattre sur d'autres lignes régulières ou scolaires. - Ancien Service Scolaire B R'cobus | | | | | | | | |
| B     | Dernière actualisation : — | | | | | | | | |
| C     | Saint Bonnet — Alphonse Filiol ⥋ Collège Mendes France / Sainte Marie / Lycée Laurencin | Saint Bonnet — Alphonse Filiol ⥋ Collège Mendes France / Sainte Marie / Lycée Laurencin                                                                       | Saint Bonnet — Alphonse Filiol ⥋ Collège Mendes France / Sainte Marie / Lycée Laurencin                                                                       | Saint Bonnet — Alphonse Filiol ⥋ Collège Mendes France / Sainte Marie / Lycée Laurencin                                                                       | Saint Bonnet — Alphonse Filiol ⥋ Collège Mendes France / Sainte Marie / Lycée Laurencin                                                                       | Saint Bonnet — Alphonse Filiol ⥋ Collège Mendes France / Sainte Marie / Lycée Laurencin                                                                       | Saint Bonnet — Alphonse Filiol ⥋ Collège Mendes France / Sainte Marie / Lycée Laurencin                                                                       | Saint Bonnet — Alphonse Filiol ⥋ Collège Mendes France / Sainte Marie / Lycée Laurencin                                                                       | Saint Bonnet — Alphonse Filiol ⥋ Collège Mendes France / Sainte Marie / Lycée Laurencin                                                                       |
| C     | Ouverture / Fermeture Septembre 2017 / — | Longueur — | Durée - min | Nb. d’arrêts 11 | Matériel Autocars Mercedes Citaro Facelift LE MU | Jours de fonctionnement L, Ma, Me, J, V | Jour / Soir / Nuit / Fêtes O / N / N / N | Voy. / an — | Sous-Traitant Keolis Pays des Volcans |
| C     | Desserte : Saint Bonnet prés Riom, Liberté, Jean Moulin, Collège Michel de l'Hospital, Lycée Virlogeux, Gare SNCF, Collège Pierre Mendes France Riom, Lycée Marie Laurencin | | | | | | | | |
| C     | Autre : Fonctionne du lundi au vendredi en période scolaire - 2 allers du lundi au vendredi le matin, 2 retours lundi, mardi, jeudi, vendredi soir et mercredi midi. - Permet aux habitants des communes de Saint-Bonnet Près Riom de se rendre à leurs établissements scolaires ou de se rabattre sur d'autres lignes régulières ou scolaires. - Accessible à tout public avec titre de transport RLV Mobilités - Ancien Service Scolaire C R'cobus (St Bonnet direct Collège Pierre Mendes France) | | | | | | | | |
| C     | Dernière actualisation : — | | | | | | | | |
| D     | Châtel Guyon ↔ Collège Champclaux (Châtel) ⥋ Pôle Multimodal SNCF ↔ Lycée Bonté | Châtel Guyon ↔ Collège Champclaux (Châtel) ⥋ Pôle Multimodal SNCF ↔ Lycée Bonté                                                                               | Châtel Guyon ↔ Collège Champclaux (Châtel) ⥋ Pôle Multimodal SNCF ↔ Lycée Bonté                                                                               | Châtel Guyon ↔ Collège Champclaux (Châtel) ⥋ Pôle Multimodal SNCF ↔ Lycée Bonté                                                                               | Châtel Guyon ↔ Collège Champclaux (Châtel) ⥋ Pôle Multimodal SNCF ↔ Lycée Bonté                                                                               | Châtel Guyon ↔ Collège Champclaux (Châtel) ⥋ Pôle Multimodal SNCF ↔ Lycée Bonté                                                                               | Châtel Guyon ↔ Collège Champclaux (Châtel) ⥋ Pôle Multimodal SNCF ↔ Lycée Bonté                                                                               | Châtel Guyon ↔ Collège Champclaux (Châtel) ⥋ Pôle Multimodal SNCF ↔ Lycée Bonté                                                                               | Châtel Guyon ↔ Collège Champclaux (Châtel) ⥋ Pôle Multimodal SNCF ↔ Lycée Bonté                                                                               |
| D     | Ouverture / Fermeture 3 septembre 2018 / — | Longueur — | Durée - min | Nb. d’arrêts 12 | Matériel Iveco Bus Crossway Mercedes-Benz Intouro | Jours de fonctionnement L, Ma, Me, J, V | Jour / Soir / Nuit / Fêtes O / N / N / N | Voy. / an — | Sous Traitant Cars Delaye |
| D     | Desserte : Les Grosliers, Fonfrede, Châtel-Guyon, Collège Champclaux (Châtel), Lycée Marie Laurencin, Institution Sainte Marie, Gare SNCF, Lycée Virlogeux, Lycée Pierre Joël Bonté | | | | | | | | |
| D     | Autre : - Desserte établissement scolaire de Riom : 4 aller du lundi au vendredi le matin, 4 retour lundi, mardi, jeudi, vendredi soir; 2 retour mercredi midi, 1 retour mercredi soir. - Desserte depuis Riom vers le Collège de Châtel de Châtel : 1 aller du lundi au vendredi le matin, 1 retour lundi, mardi, jeudi, vendredi soir et mercredi midi - Permet aux habitants de Châtel et Les Grosliers de se rendre à leurs établissements scolaires (Riom et Châtel) ou de se rabattre sur d'autres lignes régulières ou scolaires. - Permet aux habitants des communes de se rendre au Collège de Châtel | | | | | | | | |
| D     | Dernière actualisation : — | | | | | | | | |
| E     | Volvic ↔ Mozac ⥋ Pôle multimodal SNCF ↔ Collège Mendes France ↔ Lycée Bonté | Volvic ↔ Mozac ⥋ Pôle multimodal SNCF ↔ Collège Mendes France ↔ Lycée Bonté                                                                                   | Volvic ↔ Mozac ⥋ Pôle multimodal SNCF ↔ Collège Mendes France ↔ Lycée Bonté                                                                                   | Volvic ↔ Mozac ⥋ Pôle multimodal SNCF ↔ Collège Mendes France ↔ Lycée Bonté                                                                                   | Volvic ↔ Mozac ⥋ Pôle multimodal SNCF ↔ Collège Mendes France ↔ Lycée Bonté                                                                                   | Volvic ↔ Mozac ⥋ Pôle multimodal SNCF ↔ Collège Mendes France ↔ Lycée Bonté                                                                                   | Volvic ↔ Mozac ⥋ Pôle multimodal SNCF ↔ Collège Mendes France ↔ Lycée Bonté                                                                                   | Volvic ↔ Mozac ⥋ Pôle multimodal SNCF ↔ Collège Mendes France ↔ Lycée Bonté                                                                                   | Volvic ↔ Mozac ⥋ Pôle multimodal SNCF ↔ Collège Mendes France ↔ Lycée Bonté                                                                                   |
| E     | Ouverture / Fermeture 3 septembre 2018 / — | Longueur — | Durée - min | Nb. d’arrêts - | Matériel MAN Lion's Intercity Autocars | Jours de fonctionnement L, Ma, Me, J, V | Jour / Soir / Nuit / Fêtes O / N / N / N | Voy. / an — | Sous-Traitant Keolis Loisirs et Voyages |
| E     | Desserte : Volvic, Crouzol, Enval, Mozac, Collège Pierre Mendes France, Lycée Pierre Joël Bonté, Institution Sainte Marie, Collège Michel de l'Hospital, Gare SNCF, Lycée Virlogeux | | | | | | | | |
| E     | Autre : - 2 aller du lundi au vendredi le matin, 3 retour lundi, mardi, jeudi, vendredi soir et 2 retour le mercredi midi. - Permet aux habitants d'Enval, Crouzol et Mozac de se rendre à leurs établissements scolaires ou de se rabattre sur d'autres lignes ou service scolaires. - Permet aux habitants des communes de Volvic de se rendre à certains établissements scolaires de Riom et Volvic ou de se rabattre sur d'autres lignes régulières ou scolaires. | | | | | | | | |
| E     | Dernière actualisation : — | | | | | | | | |
| E     | Institution Sainte Marie ↔ Mozac ⥋ Crouzol ↔ Gustave Roghi | Institution Sainte Marie ↔ Mozac ⥋ Crouzol ↔ Gustave Roghi | Institution Sainte Marie ↔ Mozac ⥋ Crouzol ↔ Gustave Roghi | Institution Sainte Marie ↔ Mozac ⥋ Crouzol ↔ Gustave Roghi | Institution Sainte Marie ↔ Mozac ⥋ Crouzol ↔ Gustave Roghi | Institution Sainte Marie ↔ Mozac ⥋ Crouzol ↔ Gustave Roghi | Institution Sainte Marie ↔ Mozac ⥋ Crouzol ↔ Gustave Roghi | Institution Sainte Marie ↔ Mozac ⥋ Crouzol ↔ Gustave Roghi | Institution Sainte Marie ↔ Mozac ⥋ Crouzol ↔ Gustave Roghi |
| E     | Ouverture / Fermeture 3 septembre 2018 / — | Longueur — | Durée 35 min | Nb. d’arrêts 11 | Matériel Autocars | Jours de fonctionnement L, Ma, Me, J, V | Jour / Soir / Nuit / Fêtes O / N / N / N | Voy. / an — | Sous Traitant Keolis Loisirs et Voyages |
| E     | Desserte : Institution Sainte Marie, Mozac, Enval, Crouzol, Saint Genes l'Enfant, Collège St Agnes (Volvic), Collège Victor Hugo (Volvic) | | | | | | | | |
| E     | Autre : - 1 aller du lundi au vendredi le matin, 2 retour lundi, mardi, jeudi, vendredi soir et mercredi midi. - Permet de se rendre aux établissements scolaires de Volvic. | | | | | | | | |
| E     | Dernière actualisation : — | | | | | | | | |
| F     | Ménetrol ↔ La Varenne ⥋ Collège Mendes France | Ménetrol ↔ La Varenne ⥋ Collège Mendes France | Ménetrol ↔ La Varenne ⥋ Collège Mendes France | Ménetrol ↔ La Varenne ⥋ Collège Mendes France | Ménetrol ↔ La Varenne ⥋ Collège Mendes France | Ménetrol ↔ La Varenne ⥋ Collège Mendes France | Ménetrol ↔ La Varenne ⥋ Collège Mendes France | Ménetrol ↔ La Varenne ⥋ Collège Mendes France | Ménetrol ↔ La Varenne ⥋ Collège Mendes France |
| F     | Ouverture / Fermeture 3 septembre 2018 / — | Longueur — | Durée 25 min | Nb. d’arrêts 9 | Matériel Mercedes Citaro Facelift LE MU | Jours de fonctionnement L, Ma, Me, J, V | Jour / Soir / Nuit / Fêtes O / N / N / N | Voy. / an — | Sous Traitant Keolis Pays des Volcans |
| F     | Desserte : Ménétrol, Manufacture, La Varennes, Collège Jean Vilar, Gare SNCF, Lycée Virlogeux, Collège Pierre Mendes France | | | | | | | | |
| F     | Autre : - Propose un aller du lundi au vendredi le matin, 2 retour lundi au vendredi soir et 1 retour mercredi midi. - Permet aux habitants de Ménétrol de se rendre facilement à leurs établissements scolaires ou de se rabattre sur d'autres lignes régulières ou scolaires. | | | | | | | | |
| F     | Dernière actualisation : — | | | | | | | | |
| G     | Rochepradière ⥋ Collège Champclaux (Châtel-Guyon) | Rochepradière ⥋ Collège Champclaux (Châtel-Guyon) | Rochepradière ⥋ Collège Champclaux (Châtel-Guyon) | Rochepradière ⥋ Collège Champclaux (Châtel-Guyon) | Rochepradière ⥋ Collège Champclaux (Châtel-Guyon) | Rochepradière ⥋ Collège Champclaux (Châtel-Guyon) | Rochepradière ⥋ Collège Champclaux (Châtel-Guyon) | Rochepradière ⥋ Collège Champclaux (Châtel-Guyon) | Rochepradière ⥋ Collège Champclaux (Châtel-Guyon) |
| G     | Ouverture / Fermeture 3 septembre 2018 / — | Longueur — | Durée 7 min | Nb. d’arrêts 4 | Matériel Minicar | Jours de fonctionnement L, Ma, Me, J, V | Jour / Soir / Nuit / Fêtes O / N / N / N | Voy. / an — | Sous-Traitant Cars Delaye |
| G     | Desserte : Rochepradière, Collège Champclaux de Châtel | | | | | | | | |
| G     | Autre : - 1 aller du lundi au vendredi le matin, 1 retour lundi, mardi, jeudi, vendredi soir et mercredi midi. - Permet aux habitants du lieu-dit de Rochepradière de se rendre au collège de Champclaux ou de se rabattre sur d'autres lignes ou service scolaires. | | | | | | | | |
| G     | Dernière actualisation : — | | | | | | | | |
| H     | Marsat ⥋ Pôle Multimodal SNCF / Sainte Marie | Marsat ⥋ Pôle Multimodal SNCF / Sainte Marie | Marsat ⥋ Pôle Multimodal SNCF / Sainte Marie | Marsat ⥋ Pôle Multimodal SNCF / Sainte Marie | Marsat ⥋ Pôle Multimodal SNCF / Sainte Marie | Marsat ⥋ Pôle Multimodal SNCF / Sainte Marie | Marsat ⥋ Pôle Multimodal SNCF / Sainte Marie | Marsat ⥋ Pôle Multimodal SNCF / Sainte Marie | Marsat ⥋ Pôle Multimodal SNCF / Sainte Marie |
| H     | Ouverture / Fermeture 3 septembre 2018 / — | Longueur — | Durée 25 min | Nb. d’arrêts 15 | Matériel Mercedes Citaro Facelift LE MU | Jours de fonctionnement L, Ma, Me, J, V | Jour / Soir / Nuit / Fêtes O / N / N / N | Voy. / an — | Sous-Traitant Keolis Pays des Volcans |
| H     | Desserte : Marsat, Quartier Villeroze et Couriat, Collège Pierre Mendes France, Lycée Virlogeux, Gare SNCF, Institution Sainte Marie | | | | | | | | |
| H     | Autre : - 1 aller du lundi au vendredi le matin, 3 retour lundi, mardi, jeudi, vendredi soir et 2 retour mercredi midi. - Permet aux habitants de Marsat de se rendre facilement à leurs établissements scolaires ou de se rabattre sur d'autres lignes régulières ou scolaires. - Reprend l'itinéraire de l'ancien ligne 1 R'Cobus et de la ligne 2 RLV Mobilités de Pisculture à Collège Mendes France | | | | | | | | |
| H     | Dernière actualisation : — | | | | | | | | |
| I     | Mozac — Europe ⥋ Pôle Multimodal SNCF ↔ Collège Jean Vilar | Mozac — Europe ⥋ Pôle Multimodal SNCF ↔ Collège Jean Vilar | Mozac — Europe ⥋ Pôle Multimodal SNCF ↔ Collège Jean Vilar | Mozac — Europe ⥋ Pôle Multimodal SNCF ↔ Collège Jean Vilar | Mozac — Europe ⥋ Pôle Multimodal SNCF ↔ Collège Jean Vilar | Mozac — Europe ⥋ Pôle Multimodal SNCF ↔ Collège Jean Vilar | Mozac — Europe ⥋ Pôle Multimodal SNCF ↔ Collège Jean Vilar | Mozac — Europe ⥋ Pôle Multimodal SNCF ↔ Collège Jean Vilar | Mozac — Europe ⥋ Pôle Multimodal SNCF ↔ Collège Jean Vilar |
| I     | Ouverture / Fermeture 3 septembre 2018 / — | Longueur — | Durée 25 min | Nb. d’arrêts 19 | Matériel MAN Lion's Intercity | Jours de fonctionnement L, Ma, Me, J, V | Jour / Soir / Nuit / Fêtes O / N / N / N | Voy. / an — | Sous-Traitant Keolis Pays des Volcans |
| I     | Desserte : Mozac, Quartier Les Boules, La Beaumette, Couriat, La Varenne, Hopital, Collège Pierre Mendes France, Collège Jean Vilar, Gare SNCF | | | | | | | | |
| I     | Autre : - 1 aller du lundi au vendredi le matin, 2 retour lundi, mardi, jeudi, vendredi soir et mercredi midi. - Permet aux habitants des communes de Mozac et divers quartier de Riom de se rendre à leurs établissements scolaires ou de se rabattre sur d'autres lignes ou service scolaires. | | | | | | | | |
| I     | Dernière actualisation : — | | | | | | | | |
| K     | Route d'Ennezat / Julien Favard ⥋ Collège Jean Vilar ↔ Sainte Marie / Pôle Multimodal SNCF | Route d'Ennezat / Julien Favard ⥋ Collège Jean Vilar ↔ Sainte Marie / Pôle Multimodal SNCF                                                                    | Route d'Ennezat / Julien Favard ⥋ Collège Jean Vilar ↔ Sainte Marie / Pôle Multimodal SNCF                                                                    | Route d'Ennezat / Julien Favard ⥋ Collège Jean Vilar ↔ Sainte Marie / Pôle Multimodal SNCF                                                                    | Route d'Ennezat / Julien Favard ⥋ Collège Jean Vilar ↔ Sainte Marie / Pôle Multimodal SNCF                                                                    | Route d'Ennezat / Julien Favard ⥋ Collège Jean Vilar ↔ Sainte Marie / Pôle Multimodal SNCF                                                                    | Route d'Ennezat / Julien Favard ⥋ Collège Jean Vilar ↔ Sainte Marie / Pôle Multimodal SNCF                                                                    | Route d'Ennezat / Julien Favard ⥋ Collège Jean Vilar ↔ Sainte Marie / Pôle Multimodal SNCF                                                                    | Route d'Ennezat / Julien Favard ⥋ Collège Jean Vilar ↔ Sainte Marie / Pôle Multimodal SNCF                                                                    |
| K     | Ouverture / Fermeture 3 septembre 2018 / décembre 2018 | Longueur — | Durée 10 min | Nb. d’arrêts 7 | Matériel Iveco Bus Daily | Jours de fonctionnement L, Ma, Me, J, V | Jour / Soir / Nuit / Fêtes O / N / N / N | Voy. / an — | Sous Traitant Keolis Loisirs et Voyages |
| K     | Desserte : Route d'Ennezat, Moulin d'Eau, Institution Sainte Marie, Collège Jean Vilar, Gare SNCF | | | | | | | | |
| K     | Autre : - 1 aller du lundi au vendredi le matin, 2 retour lundi, mardi, jeudi, vendredi soir et 1 retour mercredi midi. - Permet aux habitants des quartiers du Moulin d'Eau et Route d'Ennezat de se rendre à leurs établissements scolaires ou de se rabattre sur d'autres lignes régulières ou scolaires. | | | | | | | | |
| K     | Dernière actualisation : — | | | | | | | | |
| L     | Quartier Saint Don ⥋ Pôle Multimodal SNCF ↔ Collège Mendes France | Quartier Saint Don ⥋ Pôle Multimodal SNCF ↔ Collège Mendes France                                                                                             | Quartier Saint Don ⥋ Pôle Multimodal SNCF ↔ Collège Mendes France                                                                                             | Quartier Saint Don ⥋ Pôle Multimodal SNCF ↔ Collège Mendes France                                                                                             | Quartier Saint Don ⥋ Pôle Multimodal SNCF ↔ Collège Mendes France                                                                                             | Quartier Saint Don ⥋ Pôle Multimodal SNCF ↔ Collège Mendes France                                                                                             | Quartier Saint Don ⥋ Pôle Multimodal SNCF ↔ Collège Mendes France                                                                                             | Quartier Saint Don ⥋ Pôle Multimodal SNCF ↔ Collège Mendes France                                                                                             | Quartier Saint Don ⥋ Pôle Multimodal SNCF ↔ Collège Mendes France                                                                                             |
| L     | Ouverture / Fermeture 3 septembre 2018 / — | Longueur — | Durée - min | Nb. d’arrêts 10 | Matériel Midicar/Minicar | Jours de fonctionnement L, Ma, Me, J, V | Jour / Soir / Nuit / Fêtes O / N / N / N | Voy. / an — | Sous-Traitant Keolis Pays des Volcans Keolis Loisirs et Voyages                                                                                               |
| L     | Desserte : Quartier Saint Don (Ronchalon, Les Essarts, La Madargue et Chapelle Saint Don), Avenue de Châtel Guyon, Collège Michel de l'Hospital, Gare SNCF, Collège Pierre Mendes France, Institution Saint Marie | | | | | | | | |
| L     | Autre : - 1 aller du lundi au vendredi le matin, 3 retour lundi, mardi, jeudi, vendredi soir et 1 retour le mercredi midi. - Permet aux habitants des communes du Quartier Saint Don et de l'avenue de Châtel à Riom de se rendre à leurs établissements scolaires ou de se rabattre sur d'autres lignes ou service scolaires. | | | | | | | | |
| L     | Dernière actualisation : — | | | | | | | | |
| M     | Bel Epi ⥋ Rond-Point de l'Europe (Mozac) | Bel Epi ⥋ Rond-Point de l'Europe (Mozac) | Bel Epi ⥋ Rond-Point de l'Europe (Mozac) | Bel Epi ⥋ Rond-Point de l'Europe (Mozac) | Bel Epi ⥋ Rond-Point de l'Europe (Mozac) | Bel Epi ⥋ Rond-Point de l'Europe (Mozac) | Bel Epi ⥋ Rond-Point de l'Europe (Mozac) | Bel Epi ⥋ Rond-Point de l'Europe (Mozac) | Bel Epi ⥋ Rond-Point de l'Europe (Mozac) |
| M     | Ouverture / Fermeture 3 septembre 2018 / — | Longueur — | Durée 5 min | Nb. d’arrêts 4 | Matériel Minibus | Jours de fonctionnement L, Ma, Me, J, V | Jour / Soir / Nuit / Fêtes O / N / N / N | Voy. / an — | Exploitant Keolis Riom |
| M     | Desserte : Rue Saint Don, Rue Sarazin, Rond-Point de l'Europe | | | | | | | | |
| M     | Autre : - 1 aller du lundi au vendredi le matin, 1 retour lundi, mardi, jeudi, vendredi soir et mercredi midi. - Permet aux habitants de la rue Saint Don et Sarazin de se rabattre sur d'autres lignes régulières ou scolaires pour se rendre à leur établissement scolaire | | | | | | | | |
| M     | Dernière actualisation : — | | | | | | | | |
| 20    | Ennezat ⥋ Collège de l'Hospital ↔ Sainte Marie ↔ Lycée Bonté ↔ Lycée Laurencin | Ennezat ⥋ Collège de l'Hospital ↔ Sainte Marie ↔ Lycée Bonté ↔ Lycée Laurencin                                                                                | Ennezat ⥋ Collège de l'Hospital ↔ Sainte Marie ↔ Lycée Bonté ↔ Lycée Laurencin                                                                                | Ennezat ⥋ Collège de l'Hospital ↔ Sainte Marie ↔ Lycée Bonté ↔ Lycée Laurencin                                                                                | Ennezat ⥋ Collège de l'Hospital ↔ Sainte Marie ↔ Lycée Bonté ↔ Lycée Laurencin                                                                                | Ennezat ⥋ Collège de l'Hospital ↔ Sainte Marie ↔ Lycée Bonté ↔ Lycée Laurencin                                                                                | Ennezat ⥋ Collège de l'Hospital ↔ Sainte Marie ↔ Lycée Bonté ↔ Lycée Laurencin                                                                                | Ennezat ⥋ Collège de l'Hospital ↔ Sainte Marie ↔ Lycée Bonté ↔ Lycée Laurencin                                                                                | Ennezat ⥋ Collège de l'Hospital ↔ Sainte Marie ↔ Lycée Bonté ↔ Lycée Laurencin                                                                                |
| 20    | Ouverture / Fermeture 3 septembre 2018 / — | Longueur — | Durée 30 min | Nb. d’arrêts 12 | Matériel MAN Lion's Intercity | Jours de fonctionnement L, Ma, Me, J, V | Jour / Soir / Nuit / Fêtes O / N / N / N | Voy. / an — | Sous-Traitant Kéolis Pays des Volcans |
| 20    | Desserte : Ennezat, Le Marais, La Bade, Collège Michel de l'Hospital, Gare SNCF, Collège et Lycée de Riom | | | | | | | | |
| 20    | Autre : - 1 aller du lundi au vendredi le matin, 3 retour lundi, mardi, jeudi, vendredi soir et 1 retour le mercredi midi. - Permet aux habitants de la commune nord d'Ennezat de se rendre facilement à leurs établissements scolaires ou de se rabattre sur d'autres lignes régulières ou scolaires. | | | | | | | | |
| 20    | Dernière actualisation : — | | | | | | | | |
| 21    | Saint Ignat ↔ Saint Laure ↔ Entraigues ⥋ Pôle Multimodal SNCF ↔ Collège Mendes France / Lycée Bonté | Saint Ignat ↔ Saint Laure ↔ Entraigues ⥋ Pôle Multimodal SNCF ↔ Collège Mendes France / Lycée Bonté                                                           | Saint Ignat ↔ Saint Laure ↔ Entraigues ⥋ Pôle Multimodal SNCF ↔ Collège Mendes France / Lycée Bonté                                                           | Saint Ignat ↔ Saint Laure ↔ Entraigues ⥋ Pôle Multimodal SNCF ↔ Collège Mendes France / Lycée Bonté                                                           | Saint Ignat ↔ Saint Laure ↔ Entraigues ⥋ Pôle Multimodal SNCF ↔ Collège Mendes France / Lycée Bonté                                                           | Saint Ignat ↔ Saint Laure ↔ Entraigues ⥋ Pôle Multimodal SNCF ↔ Collège Mendes France / Lycée Bonté                                                           | Saint Ignat ↔ Saint Laure ↔ Entraigues ⥋ Pôle Multimodal SNCF ↔ Collège Mendes France / Lycée Bonté                                                           | Saint Ignat ↔ Saint Laure ↔ Entraigues ⥋ Pôle Multimodal SNCF ↔ Collège Mendes France / Lycée Bonté                                                           | Saint Ignat ↔ Saint Laure ↔ Entraigues ⥋ Pôle Multimodal SNCF ↔ Collège Mendes France / Lycée Bonté                                                           |
| 21    | Ouverture / Fermeture 3 septembre 2018 / — | Longueur — | Durée - min | Nb. d’arrêts 18 | Matériel MAN Lion's Intercity | Jours de fonctionnement L, Ma, Me, J, V | Jour / Soir / Nuit / Fêtes O / N / N / N | Voy. / an — | Sous-Traitant Keolis Pays des Volcans |
| 21    | Desserte : Saint Ignat, Villeneuve l'Abbé, Saint Laure, Entraigues, Gare SNCF, Collège Jean Vilar, Collège Pierre Mendes France, Collège Michel de l'Hospital, Lycée Marie Laurencin, Lycée Virlogeux, Lycée Pierre-Joël Bonté, Institution Sainte Marie | | | | | | | | |
| 21    | Autre : - 1 aller du lundi au vendredi le matin, 2 retour lundi, mardi, jeudi, vendredi soir et 1 retour le mercredi midi. - Permet aux habitants des communes de Saint Ignat, Saint Laure, Entraigues de se rendre à leurs établissements scolaires ou de se rabattre sur d'autres lignes ou service scolaires. | | | | | | | | |
| 21    | Dernière actualisation : — | | | | | | | | |
| 22    | Chappes ↔ Entraigues Le Poux ↔ Saint Beauzire Puy Chany ↔ Saint Beauzire Targnat ⥋ Pôle Multimodal SNCF ↔ Collège Jean Vilar / Sainte Marie / Lycée Laurencin | Chappes ↔ Entraigues Le Poux ↔ Saint Beauzire Puy Chany ↔ Saint Beauzire Targnat ⥋ Pôle Multimodal SNCF ↔ Collège Jean Vilar / Sainte Marie / Lycée Laurencin | Chappes ↔ Entraigues Le Poux ↔ Saint Beauzire Puy Chany ↔ Saint Beauzire Targnat ⥋ Pôle Multimodal SNCF ↔ Collège Jean Vilar / Sainte Marie / Lycée Laurencin | Chappes ↔ Entraigues Le Poux ↔ Saint Beauzire Puy Chany ↔ Saint Beauzire Targnat ⥋ Pôle Multimodal SNCF ↔ Collège Jean Vilar / Sainte Marie / Lycée Laurencin | Chappes ↔ Entraigues Le Poux ↔ Saint Beauzire Puy Chany ↔ Saint Beauzire Targnat ⥋ Pôle Multimodal SNCF ↔ Collège Jean Vilar / Sainte Marie / Lycée Laurencin | Chappes ↔ Entraigues Le Poux ↔ Saint Beauzire Puy Chany ↔ Saint Beauzire Targnat ⥋ Pôle Multimodal SNCF ↔ Collège Jean Vilar / Sainte Marie / Lycée Laurencin | Chappes ↔ Entraigues Le Poux ↔ Saint Beauzire Puy Chany ↔ Saint Beauzire Targnat ⥋ Pôle Multimodal SNCF ↔ Collège Jean Vilar / Sainte Marie / Lycée Laurencin | Chappes ↔ Entraigues Le Poux ↔ Saint Beauzire Puy Chany ↔ Saint Beauzire Targnat ⥋ Pôle Multimodal SNCF ↔ Collège Jean Vilar / Sainte Marie / Lycée Laurencin | Chappes ↔ Entraigues Le Poux ↔ Saint Beauzire Puy Chany ↔ Saint Beauzire Targnat ⥋ Pôle Multimodal SNCF ↔ Collège Jean Vilar / Sainte Marie / Lycée Laurencin |
| 22    | Ouverture / Fermeture 3 septembre 2018 / — | Longueur — | Durée 30-40 min | Nb. d’arrêts 15 | Matériel MAN Lion's Intercity | Jours de fonctionnement L, Ma, Me, J, V | Jour / Soir / Nuit / Fêtes O / N / N / N | Voy. / an — | Sous-Traitant Keolis Pays des Volcans |
| 22    | Desserte : Chappes, Entraigues Le Poux, Chavaroux, Puy Chany (Saint Beauzire) et Targnat (Saint Beauzire), Collège Jean Vilar, Institution Sainte Marie, Collège Pierre Mendes France, Gare SNCF, Lycée Pierre Joël Bonté, Lycée Marie Laurencin | | | | | | | | |
| 22    | Autre : - 1 aller du lundi au vendredi le matin, 2 retour lundi, mardi, jeudi, vendredi soir et mercredi midi. - Permet aux habitants de Chappes, Entraigues Le Poux, Chavaroux et Saint Beauzire Puy Chany -Targnat de se rabattre sur d'autres lignes régulières ou scolaires pour se rendre à leur établissement scolaire | | | | | | | | |
| 22    | Dernière actualisation : — | | | | | | | | |
| 23    | Saint Beauzire ⥋ Pôle Multimodal SNCF ↔ Collège Jean Vilar | Saint Beauzire ⥋ Pôle Multimodal SNCF ↔ Collège Jean Vilar | Saint Beauzire ⥋ Pôle Multimodal SNCF ↔ Collège Jean Vilar | Saint Beauzire ⥋ Pôle Multimodal SNCF ↔ Collège Jean Vilar | Saint Beauzire ⥋ Pôle Multimodal SNCF ↔ Collège Jean Vilar | Saint Beauzire ⥋ Pôle Multimodal SNCF ↔ Collège Jean Vilar | Saint Beauzire ⥋ Pôle Multimodal SNCF ↔ Collège Jean Vilar | Saint Beauzire ⥋ Pôle Multimodal SNCF ↔ Collège Jean Vilar | Saint Beauzire ⥋ Pôle Multimodal SNCF ↔ Collège Jean Vilar |
| 23    | Ouverture / Fermeture 3 septembre 2018 / — | Longueur — | Durée 25-35 min | Nb. d’arrêts 10 | Matériel Autocars | Jours de fonctionnement L, Ma, Me, J, V | Jour / Soir / Nuit / Fêtes O / N / N / N | Voy. / an — | Sous-Traitant Keolis Loisirs et Voyages |
| 23    | Desserte : Saint Beauzire Epinet, Bourg et Croix des trois mains, Puy Chany, Targnat, Collège Jean Vilar, Gare SNCF, Lycée Laurencin, Institution Sainte Marie | | | | | | | | |
| 23    | Autre : - 1 aller du lundi au vendredi le matin, 2 retour lundi, mardi, jeudi, vendredi soir et mercredi midi. - Permet aux habitants de la commune de Saint Beauzire de se rabattre sur d'autres lignes régulières ou scolaires pour se rendre à leur établissement scolaire | | | | | | | | |
| 23    | Dernière actualisation : — | | | | | | | | |
| 24    | Les Martres sur Morge ⥋ Pôle Multimodal SNCF ↔ Collège Jean Vilar | Les Martres sur Morge ⥋ Pôle Multimodal SNCF ↔ Collège Jean Vilar                                                                                             | Les Martres sur Morge ⥋ Pôle Multimodal SNCF ↔ Collège Jean Vilar                                                                                             | Les Martres sur Morge ⥋ Pôle Multimodal SNCF ↔ Collège Jean Vilar                                                                                             | Les Martres sur Morge ⥋ Pôle Multimodal SNCF ↔ Collège Jean Vilar                                                                                             | Les Martres sur Morge ⥋ Pôle Multimodal SNCF ↔ Collège Jean Vilar                                                                                             | Les Martres sur Morge ⥋ Pôle Multimodal SNCF ↔ Collège Jean Vilar                                                                                             | Les Martres sur Morge ⥋ Pôle Multimodal SNCF ↔ Collège Jean Vilar                                                                                             | Les Martres sur Morge ⥋ Pôle Multimodal SNCF ↔ Collège Jean Vilar                                                                                             |
| 24    | Ouverture / Fermeture 3 septembre 2018 / — | Longueur — | Durée - min | Nb. d’arrêts 11 | Matériel Autocars | Jours de fonctionnement L, Ma, Me, J, V | Jour / Soir / Nuit / Fêtes O / N / N / N | Voy. / an — | Sous-Traitant Keolis Pays des Volcans |
| 24    | Desserte : Les Martres sur Morges, Clerlande, Varennes sur Morges, Gare SNCF, Collège Jean-Vilar, Collège Pierre Mendes France, Lycée Pierre Joël Bonté | | | | | | | | |
| 24    | Autre : - 1 aller du lundi au vendredi le matin, 2 retour lundi, mardi, jeudi, vendredi soir et mercredi midi. - Permet aux habitants des communes Les Martres sur Morges, Varennes sur Morges et Clerlande se rendre facilement à leurs établissements scolaires ou de se rabattre sur d'autres lignes régulières ou scolaires. | | | | | | | | |
| 24    | Dernière actualisation : — | | | | | | | | |
| 25    | Pôle Multimodal SNCF ⥋ Ennezat — Lycée Agricole | Pôle Multimodal SNCF ⥋ Ennezat — Lycée Agricole | Pôle Multimodal SNCF ⥋ Ennezat — Lycée Agricole | Pôle Multimodal SNCF ⥋ Ennezat — Lycée Agricole | Pôle Multimodal SNCF ⥋ Ennezat — Lycée Agricole | Pôle Multimodal SNCF ⥋ Ennezat — Lycée Agricole | Pôle Multimodal SNCF ⥋ Ennezat — Lycée Agricole | Pôle Multimodal SNCF ⥋ Ennezat — Lycée Agricole | Pôle Multimodal SNCF ⥋ Ennezat — Lycée Agricole |
| 25    | Ouverture / Fermeture 3 septembre 2018 / — | Longueur — | Durée 15 min | Nb. d’arrêts 2 | Matériel Autocars | Jours de fonctionnement L, Ma, Me, J, V | Jour / Soir / Nuit / Fêtes O / N / N / N | Voy. / an — | Sous-Traitant Keolis Pays des Volcans |
| 25    | Desserte : Gare SNCF, Lycée Agricole d'Ennezat | | | | | | | | |
| 25    | Autre : - 1 aller du lundi au vendredi le matin, 1 retour du lundi au vendredi le soir, 1 retour le mercredi midi. - Trajet direct - Permet aux habitants de se rendre au Lycée d’Enseignement Privé Agricole d'Ennezat | | | | | | | | |
| 25    | Dernière actualisation : — | | | | | | | | |
| 29    | Julien Favard ⥋ Collège de l’Hospital / Sainte Marie | Julien Favard ⥋ Collège de l’Hospital / Sainte Marie | Julien Favard ⥋ Collège de l’Hospital / Sainte Marie | Julien Favard ⥋ Collège de l’Hospital / Sainte Marie | Julien Favard ⥋ Collège de l’Hospital / Sainte Marie | Julien Favard ⥋ Collège de l’Hospital / Sainte Marie | Julien Favard ⥋ Collège de l’Hospital / Sainte Marie | Julien Favard ⥋ Collège de l’Hospital / Sainte Marie | Julien Favard ⥋ Collège de l’Hospital / Sainte Marie |
| 29    | Ouverture / Fermeture 7 janvier 2019 / — | Longueur — | Durée 10 min | Nb. d’arrêts 11 | Matériel Iveco Bus Daily | Jours de fonctionnement L, Ma, Me, J, V | Jour / Soir / Nuit / Fêtes O / N / N / N | Voy. / an — | Sous Traitant Keolis Pays des Volcans |
| 29    | Desserte : Route d'Ennezat,Porte de Riom, Moulin d'Eau, La Bade, Collège Michel de l’Hospital, Gare SNCF, Institution Sainte Marie | | | | | | | | |
| 29    | Autre : - 1 aller du lundi au vendredi le matin, 2 retour lundi, mardi, jeudi, vendredi soir et mercredi midi. - Permet aux habitants des quartiers du Moulin d'Eau et Route d'Ennezat de se rendre à leurs établissements scolaires ou de se rabattre sur d'autres lignes régulières ou scolaires. - Remplace en partie la Ligne Scolaire K au 7 janvier 2019 | | | | | | | | |
| 29    | Dernière actualisation : — | | | | | | | | |
| 40    | Volvic Egaules ⥋ Volvic Collèges/Ecoles | Volvic Egaules ⥋ Volvic Collèges/Ecoles | Volvic Egaules ⥋ Volvic Collèges/Ecoles | Volvic Egaules ⥋ Volvic Collèges/Ecoles | Volvic Egaules ⥋ Volvic Collèges/Ecoles | Volvic Egaules ⥋ Volvic Collèges/Ecoles | Volvic Egaules ⥋ Volvic Collèges/Ecoles | Volvic Egaules ⥋ Volvic Collèges/Ecoles | Volvic Egaules ⥋ Volvic Collèges/Ecoles |
| 40    | Ouverture / Fermeture 3 septembre 2018 / — | Longueur — | Durée - min | Nb. d’arrêts 7 | Matériel - | Jours de fonctionnement L, Ma, Me, J, V | Jour / Soir / Nuit / Fêtes O / N / N / N | Voy. / an — | Sous Traitant Keolis Loisirs et Voyages |
| 40    | Desserte : Volvic Egaules, Tournoël, Ecole Primaire Gustave Roghi, Ecole et Collège Saint Agnes, Collège Victor Hugo | | | | | | | | |
| 40    | Autre : - 1 aller du lundi au vendredi le matin, 1 retour lundi, mardi, jeudi, vendredi soir et mercredi midi. - Permet aux habitants de Volvic (Egaules, La Plaine et Tournoël) de se rendre à leurs établissements scolaires de Volvic ou de se rabattre sur d'autres lignes régulières ou scolaires. | | | | | | | | |
| 40    | Dernière actualisation : — | | | | | | | | |
| 41    | Charbonnières Les Varennes ↔ Volvic (Moulet) ↔ Volvic (Le Cratère) ⥋ Volvic Collèges/Ecoles | Charbonnières Les Varennes ↔ Volvic (Moulet) ↔ Volvic (Le Cratère) ⥋ Volvic Collèges/Ecoles                                                                   | Charbonnières Les Varennes ↔ Volvic (Moulet) ↔ Volvic (Le Cratère) ⥋ Volvic Collèges/Ecoles                                                                   | Charbonnières Les Varennes ↔ Volvic (Moulet) ↔ Volvic (Le Cratère) ⥋ Volvic Collèges/Ecoles                                                                   | Charbonnières Les Varennes ↔ Volvic (Moulet) ↔ Volvic (Le Cratère) ⥋ Volvic Collèges/Ecoles                                                                   | Charbonnières Les Varennes ↔ Volvic (Moulet) ↔ Volvic (Le Cratère) ⥋ Volvic Collèges/Ecoles                                                                   | Charbonnières Les Varennes ↔ Volvic (Moulet) ↔ Volvic (Le Cratère) ⥋ Volvic Collèges/Ecoles                                                                   | Charbonnières Les Varennes ↔ Volvic (Moulet) ↔ Volvic (Le Cratère) ⥋ Volvic Collèges/Ecoles                                                                   | Charbonnières Les Varennes ↔ Volvic (Moulet) ↔ Volvic (Le Cratère) ⥋ Volvic Collèges/Ecoles                                                                   |
| 41    | Ouverture / Fermeture 3 septembre 2018 / — | Longueur — | Durée 25 min | Nb. d’arrêts 22 | Matériel Autocars | Jours de fonctionnement L, Ma, Me, J, V | Jour / Soir / Nuit / Fêtes O / N / N / N | Voy. / an — | Sous Traitant Keolis Loisirs et Voyages |
| 41    | Desserte : Charbonnières Les Varennes, Paugnat, Moulet, Luzet, Le Cratère, Tourtoule, Gare de Volvic, Collèges et Ecoles de Volvic | | | | | | | | |
| 41    | Autre : - 1 aller du lundi au vendredi le matin, 1 retour lundi, mardi, jeudi, vendredi soir et 3 retour le mercredi midi. - Permet aux habitants de Charbonnières Les Varennes, Paugnat, Moulet, Les Goulots, Tourtoule, Luzet, Le Cratére de se rendre à leurs établissements scolaires de Volvic ou de se rabattre sur d'autres lignes régulières ou scolaires. | | | | | | | | |
| 41    | Dernière actualisation : — | | | | | | | | |
| 42    | Charbonnières Les Varennes ⥋ Volvic Collèges/Ecoles | Charbonnières Les Varennes ⥋ Volvic Collèges/Ecoles | Charbonnières Les Varennes ⥋ Volvic Collèges/Ecoles | Charbonnières Les Varennes ⥋ Volvic Collèges/Ecoles | Charbonnières Les Varennes ⥋ Volvic Collèges/Ecoles | Charbonnières Les Varennes ⥋ Volvic Collèges/Ecoles | Charbonnières Les Varennes ⥋ Volvic Collèges/Ecoles | Charbonnières Les Varennes ⥋ Volvic Collèges/Ecoles | Charbonnières Les Varennes ⥋ Volvic Collèges/Ecoles |
| 42    | Ouverture / Fermeture 3 septembre 2018 / — | Longueur — | Durée 50-60 min | Nb. d’arrêts 11 | Matériel Autocars | Jours de fonctionnement L, Ma, Me, J, V | Jour / Soir / Nuit / Fêtes O / N / N / N | Voy. / an — | Sous-Traitant Keolis Loisirs et Voyages |
| 42    | Desserte : Charbonnières Les Varennes, Ecole Primaire Roghi, Ecole Maternel de Volvic, Ecole Sainte-Agnès, Collège Sainte-Agnès et Victor Hugo | | | | | | | | |
| 42    | Autre : - 1 aller du lundi au vendredi le matin, 1 retour lundi, mardi, jeudi, vendredi soir et mercredi midi. - Permet aux habitants de la commune de Charbonnières Les Varennes de se rendre à leurs établissements scolaires de Volvic ou de se rabattre sur d'autres lignes ou service scolaires. | | | | | | | | |
| 42    | Dernière actualisation : — | | | | | | | | |
| 43    | Charbonnières Les Varennes ⥋ Sainte Marie ↔ Lycée Bonté ↔ Pôle Multimodal SNCF | Charbonnières Les Varennes ⥋ Sainte Marie ↔ Lycée Bonté ↔ Pôle Multimodal SNCF                                                                                | Charbonnières Les Varennes ⥋ Sainte Marie ↔ Lycée Bonté ↔ Pôle Multimodal SNCF                                                                                | Charbonnières Les Varennes ⥋ Sainte Marie ↔ Lycée Bonté ↔ Pôle Multimodal SNCF                                                                                | Charbonnières Les Varennes ⥋ Sainte Marie ↔ Lycée Bonté ↔ Pôle Multimodal SNCF                                                                                | Charbonnières Les Varennes ⥋ Sainte Marie ↔ Lycée Bonté ↔ Pôle Multimodal SNCF                                                                                | Charbonnières Les Varennes ⥋ Sainte Marie ↔ Lycée Bonté ↔ Pôle Multimodal SNCF                                                                                | Charbonnières Les Varennes ⥋ Sainte Marie ↔ Lycée Bonté ↔ Pôle Multimodal SNCF                                                                                | Charbonnières Les Varennes ⥋ Sainte Marie ↔ Lycée Bonté ↔ Pôle Multimodal SNCF                                                                                |
| 43    | Ouverture / Fermeture 3 septembre 2018 / — | Longueur — | Durée - min | Nb. d’arrêts 17 | Matériel Autocars | Jours de fonctionnement L, Ma, Me, J, V | Jour / Soir / Nuit / Fêtes O / N / N / N | Voy. / an — | Sous Traitant Keolis Loisirs et Voyages Transport Faure |
| 43    | Desserte : Charbonnières Les Varennes, Paugnat, Moulet, Luzet, Le Cratère, Tourtoule, Gare de Volvic, Gare SNCF (Riom), Lycée Bonté, Institution Sainte Marie | | | | | | | | |
| 43    | Autre : - 1 aller du lundi au vendredi le matin, 1 retour lundi, mardi, jeudi, vendredi soir et mercredi midi - Permet aux habitants de Charbonnières Les Varennes, Paugnat, Moulet, Les Goulots, Tourtoule, Le Cratére de se rendre à leurs établissements scolaires de Riom ou de se rabattre sur d'autres lignes régulières ou scolaires. | | | | | | | | |
| 43    | Dernière actualisation : — | | | | | | | | |
| 44    | Sayat ↔ Argnat ⥋ Malauzat — Salle Polyvalente ↔ Volvic — Collèges | Sayat ↔ Argnat ⥋ Malauzat — Salle Polyvalente ↔ Volvic — Collèges                                                                                             | Sayat ↔ Argnat ⥋ Malauzat — Salle Polyvalente ↔ Volvic — Collèges                                                                                             | Sayat ↔ Argnat ⥋ Malauzat — Salle Polyvalente ↔ Volvic — Collèges                                                                                             | Sayat ↔ Argnat ⥋ Malauzat — Salle Polyvalente ↔ Volvic — Collèges                                                                                             | Sayat ↔ Argnat ⥋ Malauzat — Salle Polyvalente ↔ Volvic — Collèges                                                                                             | Sayat ↔ Argnat ⥋ Malauzat — Salle Polyvalente ↔ Volvic — Collèges                                                                                             | Sayat ↔ Argnat ⥋ Malauzat — Salle Polyvalente ↔ Volvic — Collèges                                                                                             | Sayat ↔ Argnat ⥋ Malauzat — Salle Polyvalente ↔ Volvic — Collèges                                                                                             |
| 44    | Ouverture / Fermeture 3 septembre 2018 / — | Longueur — | Durée 20-25 min | Nb. d’arrêts 12 | Matériel Autocars | Jours de fonctionnement L, Ma, Me, J, V | Jour / Soir / Nuit / Fêtes O / N / N / N | Voy. / an — | Sous-Traitant Keolis Loisirs et Voyages Cars Delaye |
| 44    | Desserte : Argnat, Sayat, Malauzat, Collège Saint Agnes et Victor Hugo | | | | | | | | |
| 44    | Autre : - 2 aller du lundi au vendredi le matin, 2 retour lundi au vendredi soir et 3 retour mercredi midi. - Permet aux habitants de Sayat et Malauzat de se rendre facilement à leurs établissements scolaires ou de se rabattre sur d'autres lignes régulières ou scolaires. - Des services permette au habitant de Sayat de se rendre a Riom en se rabattant sur la Ligne Scolaire B à Malauzat (1 aller et 1 retour) | | | | | | | | |
| 44    | Dernière actualisation : — | | | | | | | | |

| Lignes | Dessertes                                    | Sous-traitant           |
| ------ | -------------------------------------------- | ----------------------- |
| J      | La Moutade École ↔ Le Cheix-sur-Morge        | Keolis Pays des Volcans |
| 26     | École Clerlande ↔ École Pessat               | Keolis Pays des Volcans |
| 27     | Varennes-sur-Morge ↔ École Martres-sur-Morge | Keolis Pays des Volcans |
| 28     | Chavaroux ↔ Chappes                          | Transport Faure         |
| 45     | Charbonnières-les-Varennes ↔ École           | Nenot Intertourisme     |
| 46     | Saint-Ours-les-Roches (La Gravière) ↔ École  | -                       |
| 47     | Saint-Ours-les-Roches (Maison Rouge) ↔ École | -                       |

#### Lignes scolaires affrétées par le conseil général du Puy-de-Dôme
Des services scolaires affrétés par le conseil départemental du Puy-de-Dôme avec des accords en termes de tarification avec Riom Limagne et Volcans sont en place sur les communes de Surat, Saint-Ignat Champeyroux (Lignes Scolaires 97D) Saint-Ours (Ligne Scolaire 665A, 665B) et Pulvérières (Ligne Scolaire 665A).
| Ligne         | Caractéristiques | Caractéristiques                                         | Caractéristiques                                         | Caractéristiques                                         | Caractéristiques                                         | Caractéristiques                                         | Caractéristiques                                         | Caractéristiques                                         | Caractéristiques                                         |
| LS97D (CG63)  | Desserte Surat et Champeyroux | Desserte Surat et Champeyroux                            | Desserte Surat et Champeyroux                            | Desserte Surat et Champeyroux                            | Desserte Surat et Champeyroux                            | Desserte Surat et Champeyroux                            | Desserte Surat et Champeyroux                            | Desserte Surat et Champeyroux                            | Desserte Surat et Champeyroux                            |
| LS97D (CG63)  | Surat ⥋ Institution Sainte Marie / Lycée Marie Laurencin | Surat ⥋ Institution Sainte Marie / Lycée Marie Laurencin | Surat ⥋ Institution Sainte Marie / Lycée Marie Laurencin | Surat ⥋ Institution Sainte Marie / Lycée Marie Laurencin | Surat ⥋ Institution Sainte Marie / Lycée Marie Laurencin | Surat ⥋ Institution Sainte Marie / Lycée Marie Laurencin | Surat ⥋ Institution Sainte Marie / Lycée Marie Laurencin | Surat ⥋ Institution Sainte Marie / Lycée Marie Laurencin | Surat ⥋ Institution Sainte Marie / Lycée Marie Laurencin |
| ------------- | --- | -------------------------------------------------------- | -------------------------------------------------------- | -------------------------------------------------------- | -------------------------------------------------------- | -------------------------------------------------------- | -------------------------------------------------------- | -------------------------------------------------------- | -------------------------------------------------------- |
| LS97D (CG63)  | Ouverture / Fermeture 3 septembre 2018 / — | Longueur —                                               | Durée 20-40 min                                          | Nb. d’arrêts 6                                           | Matériel Autocars                                        | Jours de fonctionnement L, Ma, Me, J, V                  | Jour / Soir / Nuit / Fêtes O / N / N / N                 | Voy. / an —                                              | Exploitant du CG63 : Keolis Pays des Volcans             |
| LS97D (CG63)  | Desserte : Surat, Champeyroux, Gare SNCF, Lycée Bonté, Collège Michel de l'Hospital, Institution Sainte Marie |                                                          |                                                          |                                                          |                                                          |                                                          |                                                          |                                                          |                                                          |
| LS97D (CG63)  | Autre : - Affrété par le conseil départemental du Puy-de-Dôme à tarification RLV Mobilités scolaire annuel (Pass'Etude) - Fonctionne uniquement en période scolaire, avec : 1 aller le matin, 2 retour le lundi, mardi, jeudi et vendredi soir et 1 retour le mercredi midi. - Correspondance avec les lignes régulières ou scolaires et Transport à la Demande RLV Mobilités possible |                                                          |                                                          |                                                          |                                                          |                                                          |                                                          |                                                          |                                                          |
| LS97D (CG63)  | Dernière actualisation : — |                                                          |                                                          |                                                          |                                                          |                                                          |                                                          |                                                          |                                                          |
| LS665A (CG63) | Desserte Saint Ours La Gravière et Pulvériéres | Desserte Saint Ours La Gravière et Pulvériéres           | Desserte Saint Ours La Gravière et Pulvériéres           | Desserte Saint Ours La Gravière et Pulvériéres           | Desserte Saint Ours La Gravière et Pulvériéres           | Desserte Saint Ours La Gravière et Pulvériéres           | Desserte Saint Ours La Gravière et Pulvériéres           | Desserte Saint Ours La Gravière et Pulvériéres           | Desserte Saint Ours La Gravière et Pulvériéres           |
| LS665A (CG63) | Saint Ours La Graviére ⥋ Lycée Marie Laurencin |                                                          |                                                          |                                                          |                                                          |                                                          |                                                          |                                                          |                                                          |
| LS665A (CG63) | Ouverture / Fermeture 3 septembre 2018 / — | Longueur —                                               | Durée - min                                              | Nb. d’arrêts 5                                           | Matériel Autocars                                        | Jours de fonctionnement L, Ma, Me, J, V                  | Jour / Soir / Nuit / Fêtes O / N / N / N                 | Voy. / an —                                              | Exploitant (CG63) : Cars de Delaye                       |
| LS665A (CG63) | Desserte : Saint Ours La Graviére, Pulvériéres Lycée Virlogeux, Lycée Pierre Joël Bonté, Lycée Marie Laurencin |                                                          |                                                          |                                                          |                                                          |                                                          |                                                          |                                                          |                                                          |
| LS665A (CG63) | Autre : - Affrété par le conseil départemental du Puy-de-Dôme à tarification RLV Mobilités scolaire annuel (Pass'Etude) - Fonctionne uniquement en période scolaire, avec : 1 aller le matin et 1 retour le lundi, mardi, jeudi et vendredi soir et mercredi midi. - Correspondance avec les lignes régulières ou scolaires et Transport à la Demande RLV Mobilités possible           |                                                          |                                                          |                                                          |                                                          |                                                          |                                                          |                                                          |                                                          |
| LS665A (CG63) | Dernière actualisation : — |                                                          |                                                          |                                                          |                                                          |                                                          |                                                          |                                                          |                                                          |
| LS665B (CG63) | Desserte Saint Ours et Pulvériéres | Desserte Saint Ours et Pulvériéres                       | Desserte Saint Ours et Pulvériéres                       | Desserte Saint Ours et Pulvériéres                       | Desserte Saint Ours et Pulvériéres                       | Desserte Saint Ours et Pulvériéres                       | Desserte Saint Ours et Pulvériéres                       | Desserte Saint Ours et Pulvériéres                       | Desserte Saint Ours et Pulvériéres                       |
| LS665B (CG63) | Saint Ours ⥋ Lycée Marie Laurencin |                                                          |                                                          |                                                          |                                                          |                                                          |                                                          |                                                          |                                                          |
| LS665B (CG63) | Ouverture / Fermeture 3 septembre 2018 / — | Longueur —                                               | Durée - min                                              | Nb. d’arrêts 5                                           | Matériel Autocars                                        | Jours de fonctionnement L, Ma, Me, J, V                  | Jour / Soir / Nuit / Fêtes O / N / N / N                 | Voy. / an —                                              | Exploitant (CG63) : Cars de Delaye                       |
| LS665B (CG63) | Desserte : Fougères, Saint Ours, Le Vauriat, Lycée Virlogeux, Lycée Pierre Joël Bonté, Lycée Marie Laurencin |                                                          |                                                          |                                                          |                                                          |                                                          |                                                          |                                                          |                                                          |
| LS665B (CG63) | Autre : - Affrété par le conseil départemental du Puy-de-Dôme à tarification RLV Mobilités scolaire annuel (Pass'Etude) - Fonctionne uniquement en période scolaire, avec : 1 aller le matin et 1 retour le lundi, mardi, jeudi et vendredi soir et mercredi midi. - Correspondance avec les lignes régulières ou scolaires et Transport à la Demande RLV Mobilités possible           |                                                          |                                                          |                                                          |                                                          |                                                          |                                                          |                                                          |                                                          |
| LS665B (CG63) | Dernière actualisation : — |                                                          |                                                          |                                                          |                                                          |                                                          |                                                          |                                                          |                                                          |

#### Spéciaux scolaires lycée
Des navettes directes Gare SNCF - Lycée Pierre Joël Bonté et Gare SNCF - Lycée Marie Laurencin sont mises en place du lundi au vendredi matin et soir ainsi que le dimanche soir.
| Ligne     | Caractéristiques | Caractéristiques                    | Caractéristiques                    | Caractéristiques                    | Caractéristiques                    | Caractéristiques                           | Caractéristiques                         | Caractéristiques                    | Caractéristiques                                                |
| Navette 1 | Gare SNCF ⥋ Lycée Pierre-Joêl Bonté | Gare SNCF ⥋ Lycée Pierre-Joêl Bonté | Gare SNCF ⥋ Lycée Pierre-Joêl Bonté | Gare SNCF ⥋ Lycée Pierre-Joêl Bonté | Gare SNCF ⥋ Lycée Pierre-Joêl Bonté | Gare SNCF ⥋ Lycée Pierre-Joêl Bonté        | Gare SNCF ⥋ Lycée Pierre-Joêl Bonté      | Gare SNCF ⥋ Lycée Pierre-Joêl Bonté | Gare SNCF ⥋ Lycée Pierre-Joêl Bonté                             |
| --------- | --- | ----------------------------------- | ----------------------------------- | ----------------------------------- | ----------------------------------- | ------------------------------------------ | ---------------------------------------- | ----------------------------------- | --------------------------------------------------------------- |
| Navette 1 | Ouverture / Fermeture Septembre 2009 / — | Longueur —                          | Durée 10 min                        | Nb. d’arrêts 2                      | Matériel -                          | Jours de fonctionnement L, Ma, Me, J, V, D | Jour / Soir / Nuit / Fêtes O / O / N / — | Voy. / an —                         | Sous-Traitant Kéolis Loisirs et Voyages Keolis Pays des Volcans |
| Navette 1 | Desserte : Gare SNCF et lycée Pierre-Joël-Bonté |                                     |                                     |                                     |                                     |                                            |                                          |                                     |                                                                 |
| Navette 1 | Autre : - 1 aller le matin du lundi au vendredi et le dimanche soir. - 2 retour le soir du lundi au jeudi et 1 retour le vendredi soir. - Fonctionne en période scolaire uniquement - Continuité de la navette déjà en place sous R'cobus |                                     |                                     |                                     |                                     |                                            |                                          |                                     |                                                                 |
| Navette 1 | Dernière actualisation : — |                                     |                                     |                                     |                                     |                                            |                                          |                                     |                                                                 |
| Navette 2 | Gare SNCF ⥋ Lycée Marie Laurencin | Gare SNCF ⥋ Lycée Marie Laurencin   | Gare SNCF ⥋ Lycée Marie Laurencin   | Gare SNCF ⥋ Lycée Marie Laurencin   | Gare SNCF ⥋ Lycée Marie Laurencin   | Gare SNCF ⥋ Lycée Marie Laurencin          | Gare SNCF ⥋ Lycée Marie Laurencin        | Gare SNCF ⥋ Lycée Marie Laurencin   | Gare SNCF ⥋ Lycée Marie Laurencin                               |
| Navette 2 | Ouverture / Fermeture Septembre 2010 / — | Longueur —                          | Durée 10 min                        | Nb. d’arrêts 2                      | Matériel -                          | Jours de fonctionnement L, Ma, Me, J, V, D | Jour / Soir / Nuit / Fêtes O / O / N / — | Voy. / an —                         | Sous-Traitant Kéolis Loisirs et Voyages Keolis Pays des Volcans |
| Navette 2 | Desserte : Gare SNCF et Lycée Marie Laurencin |                                     |                                     |                                     |                                     |                                            |                                          |                                     |                                                                 |
| Navette 2 | Autre : - 1 aller le matin lundi, mardi, jeudi, vendredi et le dimanche soir. - 1 retour le soir du lundi au vendredi soir. - Fonctionne en période scolaire uniquement - Continuité de la navette déjà en place sous R'cobus             |                                     |                                     |                                     |                                     |                                            |                                          |                                     |                                                                 |
| Navette 2 | Dernière actualisation : — |                                     |                                     |                                     |                                     |                                            |                                          |                                     |                                                                 |

## Identité visuelle
Le logo RLV Mobilités est basé sur le logo de Riom Limagne et Volcans. Une alternative est proposée pour RLV'MobiTAD et RLV'LO.

Logo du réseau RLV Mobilités depuis septembre 2024
Logo de Riom Limagne et Volcans.
Logo du réseau RLV Mobilités de septembre 2018 à septembre 2024
Logo du transport à la demande et transport de personnes à mobilité réduite ainsi que la centrale de réservation du réseau RLV Mobilités.
Logo du service de location de vélo de RLV Mobilités.

## Exploitation
Le réseau est géré par la société Keolis Riom qui sous-traite certaines services aux entreprises Cars Delaye, Keolis Loisirs et Voyages et Keolis Pays des Volcans.

### État de parc
| Entreprise                | Services exploités                                     | Matériel roulant                                  | Affectations                 |
| ------------------------- | ------------------------------------------------------ | ------------------------------------------------- | ---------------------------- |
| Keolis Riom (exploitant)  | Lignes régulière 1, 2, 3, 4 TAD 1 à 5 Ligne scolaire M | 9 Integralia in-urban (base de Mercedes Sprinter) | Lignes régulières 1, 2, 3, 4 |
| Keolis Riom (exploitant)  | Lignes régulière 1, 2, 3, 4 TAD 1 à 5 Ligne scolaire M | 2 Renault Master II, 1 Citroën Jumper             | TAD 1, 2, 3, 4 et 5 ; TPMR   |
| Cars Delaye               | Ligne régulière 3 et 4                                 | 2 Mercedes-Benz Sprinter City 35                  | Ligne régulière 3 et 4       |
| Cars Delaye               | Lignes scolaires B et D                                | Mercedes-Benz Intouro, Iveco Bus Crossway         | Lignes scolaires D et G      |
| Cars Delaye               | Ligne scolaire G                                       | Mercedes-Benz Sprinter Transfer                   | Lignes scolaires G           |
| Keolis Loisirs et Voyages | Ligne Scolaire -                                       | Divers Cars                                       | Lignes Scolaires -           |
| Keolis Pays des Volcans   | Ligne Scolaire -                                       | Divers Cars                                       | Lignes Scolaires -           |

### Tartfication et points de vente
Lors de la création du réseau RLV Mobilités en 2018, le prix du ticket unité est fixé à 1,20 €, le carnet de dix tickets à 9,60 € et l'abonnement mensuel à 30 €. En 2023, ces tarifs sont inchangés.
Le réseau propose également un abonnement annuel à 300 € ainsi que des abonnements pour les moins de 26 ans, des tarifs réduits pour les 2e ou 3e abonnés ou pour les plus de 65 ans (« Mobilipass »). Les moins de six ans voyagent gratuitement sur le réseau.
Les tarifs des abonnements mensuels et annuels sont réduits dans le cas de correspondances avec le TER ou les réseaux T2C (Clermont-Ferrand) ou MobiVie (Vichy).